# USA i olympiska sommarspelen 2000
USA deltog i de olympiska sommarspelen 2000 med en trupp bestående av 586 deltagare och de tog totalt 93 medaljer. Det innebar att USA vann medaljligan för 14:e gången i den olympiska historien.

## Medaljer

### Guld
- Basebollandslaget herrar (Brent Abernathy, Kurt Ainsworth, Pat Borders, Sean Burroughs, John Cotton, Travis Dawkins, Adam Everett, Ryan Franklin, Chris George, Shane Heams, Marcus Jensen, Mike Kinkade, Rick Krivda, Doug Mientkiewicz, Mike Neill, Roy Oswalt, Jon Rauch, Anthony Sanders, Bobby Seay, Ben Sheets, Brad Wilkerson, Todd Williams, Ernie Young och Tim Young)
- Basketlandslaget herrar (Steve Smith, Gary Payton, Vince Carter, Ray Allen, Vin Baker, Kevin Garnett, Tim Hardaway, Allan Houston, Jason Kidd, Antonio McDyess, Alonzo Mourning och Shareef Abdur-Rahim)
- Basketlandslaget damer (Ruthie Bolton-Holifield, Teresa Edwards, Yolanda Griffith, Chamique Holdsclaw, Lisa Leslie, Nikki McCray, DeLisha Milton, Katie Smith, Dawn Staley, Sheryl Swoopes, Natalie Williams och Kara Wolters)
- Brandon Slay - Brottning, fristil 76 kg
- Rulon Gardner - Brottning, grekisk-romersk stil 130 kg
- Marty Nothstein - Cykling, sprint
- Maurice Greene - Friidrott, 100 m
- Michael Johnson - Friidrott, 400 m
- Angelo Taylor - Friidrott, 400 m häck
- Jon Drummond, Bernard Williams, Brian Lewis, Maurice Greene, Tim Montgomery (i kval) och Kenny Brokenburr (i kval) - Friidrott, 4 x 100 m
- Nick Hysong - Friidrott, stavhopp
- Stacy Dragila - Friidrott, stavhopp
- Jearl Miles-Clark, Monique Hennagan, LaTasha Colander och Andrea Anderson (i kval) - Friidrott, 4 x 400 m. Marion Jones hade innan spelen tagit otillåtna ämnen vilket föranledde flera domslut och överklaganden om huruvida hela lagets insats skulle diskvalificeras. Slutresultatet blev att bara Marion Jones medalj drogs in, medan övriga lagets insats och medaljer godkändes. [2]
- David O'Connor - Ridsport, fälttävlan individuell
- Mark Reynolds och Magnus Liljedahl - Segling, starbåt
- Anthony Ervin - Simning, 50 m frisim
- Gary Hall Junior - Simning, 50 m frisim
- Lenny Krayzelburg - Simning, 100 m ryggsim
- Lenny Krayzelburg - Simning, 200 m ryggsim
- Tom Malchow - Simning, 200 m fjäril
- Tom Dolan - Simning, 400 m individuell medley
- Lenny Krayzelburg, Ed Moses, Ian Crocker, Gary Hall Junior, Neil Walker (i försöken), Tommy Hannan (i försöken), Jason Lezak (i försöken) - Simning, 4 x 100 m medley
- Brooke Bennett - Simning, 400 m frisim
- Brooke Bennett - Simning, 800 m frisim
- Megan Quann - Simning, 100 m bröstsim
- Misty Hyman - Simning, 200 m fjäril
- Amy Van Dyken, Courtney Shealy, Jenny Thompson, Dara Torres, Erin Phenix (i försöken) och Ashley Tappin (i försöken) - Simning, 4 x 100 m frisim
- Diana Munz, Jenny Thompson, Samantha Arsenault, Lindsay Benko, Julia Stowers (i försöken) och Kim Black (i försöken) - Simning, 4 x 200 m frisim
- Dara Torres, Jenny Thompson, Barbara Bedford, Megan Quann, Jenny Thompson (i försöken), Courtney Shealy (i försöken), Ashley Tappin (i försöken), Amy Van Dyken (i försöken) och Staciana Stitts (i försöken) - Simning, 4 x 100 m medley
- Laura Wilkinson - Simhopp, 10 m
- Nancy Johnson - Skytte, 10 m luftgevär
- Softbollandslaget damer (Laura Berg, Lisa Fernandez, Lori Harrigan, Michele Mary Smith, Christie Ambrosi, Jennifer Brundage, Crystl Bustos, Sheila Cornell, Danielle Henderson, Jennifer McFalls, Stacey Nuveman, Leah O'Brien, Dot Richardson, Michelle Venturella och Christa Lee Williams)
- Steven Lopez - Taekwondo, lättvikt
- Venus Williams - Tennis, damsingel
- Venus Williams och Serena Williams - Tennis, dubbeln
- Tara Nott - Tyngdlyftning, -48 kg
- Dain Blanton och Eric Fonoimoana - Volleyboll, beachvolleyboll

### Silver
- Ricardo Juarez - Boxning, fjädervikt
- Ricardo Williams - Boxning, lätt weltervikt
- Sammie Henson - Brottning, fristil 54 kg
- Matt Lindland - Brottning, grekisk-romersk stil 76 kg
- Vic Wunderle - Bågskytte, individuellt
- Mari Holden - Cykling, tempolopp
- Fotbollslandslaget damer (Brandi Chastain, Joy Fawcett, Julie Foudy, Mia Hamm, Michelle French, Kristine Lilly, Tiffeny Milbrett, Carla Overbeck, Cindy Parlow, Briana Scurry, Lorrie Fair, Shannon MacMillan, Siri Mullinix, Christie Pearce, Nikki Serlenga, Danielle Slaton, Kate Sobrero och Sara Whalen)
- Alvin Harrison - Friidrott, 400 m
- Terrence Trammell - Friidrott, 110 m häck
- Lawrence Johnson - Friidrott, stavhopp
- Adam Nelson - Friidrott, kulstötning
- Emily deRiel - Modern femkamp
- Ted Murphy och Sebastian Bea - Rodd, två utan styrman
- Paul Foerster och Robert Merrick - Segling, 470
- Jennifer Isler och Sarah Glaser - Segling, 470
- Aaron Peirsol - Simning, 200 m ryggsim
- Ed Moses - Simning, 100 m bröstsim
- Tom Dolan - Simning, 200 m individuell medley
- Erik Vendt - Simning, 400 m individuell medley
- Neil Walker, Anthony Ervin, Gary Hall Junior, Jason Lezak, Scott Tucker (i försöken) och Josh Davis (i försöken) - Simning, 4 x 100 m frisim
- Jamie Rauch, Josh Davis, Scott Goldblatt, Klete Keller, Nate Dusing (i försöken) och Chad Carvin (i försöken) - Simning, 4 x 200 m frisim
- Diana Munz - Simning, 400 m frisim
- Kristy Kowal - Simning, 200 m bröstsim
- Vattenpololandslaget damer (Brenda Villa, Kathy Sheehy, Coralie Simmons, Julie Swail, Courtney Johnson, Maureen O'Toole, Nicolle Payne, Heather Petri, Ericka Lorenz, Heather Moody, Bernice Orwig, Robin Beauregard och Ellen Estes)

### Brons
- Clarence Vinson - Boxning, bantamvikt
- Jermain Taylor - Boxning, lätt medelvikt
- Terry Brands - Brottning, fristil 58 kg
- Lincoln McIlravy - Brottning, fristil 69 kg
- Garrett Lowney - Brottning, grekisk-romersk stil 97 kg
- Butch Johnson, Rod White och Vic Wunderle - Bågskytte, lag
- Lance Armstrong - Cykling, tempolopp
- Mark Crear - Friidrott, 110 m häck
- John Godina - Friidrott, kulstötning
- Chris Huffins - Friidrott, tiokamp
- Melissa Morrison - Friidrott, 100 m häck
- Chryste Gaines, Torri Edwards, Nanceen Perry och Passion Richardson (i kval) - Friidrott, 4 x 100 m
- Amy Chow, Jamie Dantzscher, Dominique Dawes, Kristen Maloney, Elise Ray och Tasha Schwikert - Gymnastik, mångkamp, lag
- Nina Fout, Karen O'Connor, David O'Connor och Linden Wiesman - Ridsport, fälttävlan lag
- Susan Blinks, Robert Dover, Guenter Seidel, Christine Traurig - Ridsport, dressyr lag
- Christine Collins och Sarah Garner - Rodd, dubbelsculler lättvikt
- Melissa Ryan och Karen Kraft - Rodd, två utan styrman
- Jonathan McKee och Charlie McKee - Segling, 49:er
- Gary Hall Junior - Simning, 100 m frisim
- Klete Keller - Simning, 400 m frisim
- Chris Thompson - Simning, 1 500 m frisim
- Tom Wilkens - Simning, 200 m individuell medley
- Dara Torres - Simning, 50 m frisim
- Dara Torres - Simning, 100 m frisim
- Jenny Thompson - Simning, 100 m frisim
- Kaitlin Sandeno - Simning, 800 m frisim
- Amanda Beard - Simning, 200 m bröstsim
- Dara Torres - Simning, 100 m fjäril
- Cristina Teuscher - Simning, 200 m individuell medley
- James Graves - Skytte, skeet
- Kim Rhode - Skytte, dubbeltrap
- Monica Seles - Tennis, damsingel
- Cheryl Haworth - Tyngdlyftning, +75 kg kg

## Badminton
| Idrottare    | Gren       | 32-delsfinal         | Sextondelsfinal         | Åttondelsfinal       | Kvartsfinal          | Semifinal            | Final                | Final            |                  |
| Idrottare    | Gren       | Motståndare Resultat | Motståndare Resultat    | Motståndare Resultat | Motståndare Resultat | Motståndare Resultat | Motståndare Resultat | Placering        |                  |
| ------------ | ---------- | -------------------- | ----------------------- | -------------------- | -------------------- | -------------------- | -------------------- | ---------------- | ---------------- |
| Kevin Qi Han | Herrsingel | Bye                  | Beres (CAN) W 15–5 15–3 | Ji (CHN) L 3–15 6–15 | Gick inte vidare     | Gick inte vidare     | Gick inte vidare     | Gick inte vidare | Gick inte vidare |

## Baseboll
I gruppspelet mötte alla lag varandra och de fyra bästa lagen (Kuba, USA, Sydkorea och Japan) gick vidare. 
| Nation        | Segrar | Förluster | Tiebreaker |
| ------------- | ------ | --------- | ---------- |
| Kuba          | 6      | 1         | 1-0        |
| USA           | 6      | 1         | 0-1        |
| Sydkorea      | 4      | 3         | 1-0        |
| Japan         | 4      | 3         | 1-0        |
| Nederländerna | 3      | 4         |            |
| Italien       | 2      | 5         | 1-0        |
| Australien    | 2      | 5         | 0-1        |
| Sydafrika     | 1      | 6         |            |

Slutspel
|  | Semifinaler  | Semifinaler |   |  | Final        | Final |  |
|  |              |             |   |  |              |       |  |
|  | 26 september |             |   |  |              |       |  |
|  | Kuba         | 3           |   |  |              |       |  |
|  | Japan        | 0           |   |  |              |       |  |
|  |              |             |   |  |              |       |  |
|  |              |             |   |  | 27 september |       |  |
|  |              |             |   |  | Kuba         | 0     |  |
|  |              | USA         | 4 |  |              |       |  |
|  |              |             |   |  |              |       |  |
|  |              |             |   |  |              |       |  |
|  |              |             |   |  |              |       |  |
|  | 26 september |             |   |  |              |       |  |
|  | USA          | 3           |   |  |              |       |  |
|  | Sydkorea     | 2           |   |  |              |       |  |

## Basket
Herrar
Gruppspel
| USA         | 5 | 0 | 505 | 359 | +146 | 10 |       |
| Italien     | 3 | 2 | 332 | 349 | −17  | 8  | 1W–0L |
| Litauen     | 3 | 2 | 372 | 339 | +33  | 8  | 0W–1L |
| Frankrike   | 2 | 3 | 372 | 374 | −2   | 7  | 1W–0L |
| Kina        | 2 | 3 | 368 | 419 | −51  | 7  | 0W–1L |
| Nya Zeeland | 0 | 5 | 307 | 416 | −109 | 5  |       |

Slutspel
|  | Kvartsfinaler | Kvartsfinaler |              |     | Semifinaler | Semifinaler   |              |            | Final      | Final |
|  | 0             | 0             | 0            | 0   | 0           | 0             | 0            | 0          | 0          | 0     |
|  |               |               | 0            | 0   |             |               | 0            | 0          |            |       |
|  |               |               | 0            | 0   |             |               | 0            | 0          |            |       |
|  | 0 USA         | 085           | 0            | 0   |             |               | 0            | 0          |            |       |
|  | 0 USA         | 085           | 0            | 0   |             |               | 0            | 0          |            |       |
|  | 0 Ryssland    | 070           | 0            | 0   |             |               | 0            | 0          |            |       |
|  | 0 Ryssland    | 070           | 0            | 0   | 0 USA       | 085           | 0            | 0          |            |       |
|  |               |               | 0            | 0   | 0 USA       | 085           | 0            | 0          |            |       |
|  | 0             | 0 Litauen     | 0            | 083 | 0           |               |              | 0          |            |       |
|  | 0             | 0 Litauen     | 0            | 083 | 0           | 0 Jugoslavien | 063          | 0          |            |       |
|  | 0             |               |              |     |             | 0 Jugoslavien | 063          | 0          |            |       |
|  | 0             | 0 Litauen     | 076          | 0   |             |               |              | 0          |            |       |
|  | 0             | 0 Litauen     | 076          | 0   | 0 USA       | 085           |              | 0          |            |       |
|  | 0             |               |              | 0   | 0 USA       | 085           |              | 0          |            |       |
|  | 0             | 0             | 0 Frankrike  | 0   | 075         |               |              |            |            |       |
|  | 0             | 0             | 0 Frankrike  | 0   | 075         | 0 Italien     | 062          |            |            |       |
|  | 0             | 0             |              |     |             |               | 062          |            |            |       |
|  | 0             | 0             | 0 Australien | 065 | 0           |               |              |            |            |       |
|  | 0             | 0             | 0 Australien | 065 | 0           | 0 Australien  | 052          | Bronsmatch | Bronsmatch |       |
|  | 0             | 0             |              |     | 0           | 0 Australien  | 052          | Bronsmatch | Bronsmatch |       |
|  | 0             | 0             | 0 Frankrike  | 076 | 0           | 0             |              |            |            |       |
|  | 0             | 0             | 0 Frankrike  | 076 | 0           | 0             | 0 Kanada     | 063        | 0 Litauen  | 089   |
|  | 0             | 0             |              |     | 0           | 0             | 0 Kanada     | 063        | 0 Litauen  | 089   |
|  | 0             | 0             | 0 Frankrike  | 068 | 0           | 0             | 0 Australien | 071        |            |       |
|  | 0             | 0             | 0 Frankrike  | 068 | 0           | 0             | 0 Australien | 071        |            |       |
|  |               |               |              |     |             |               |              |            |            |       |
|  |               |               |              |     |             |               |              |            |            |       |

Damer
Gruppspel
| Lag         | Vinster | Förluster | PF  | PA  | Poäng |
| ----------- | ------- | --------- | --- | --- | ----- |
| USA         | 5       | 0         | 446 | 312 | 10    |
| Ryssland    | 3       | 2         | 398 | 325 | 8     |
| Sydkorea    | 3       | 2         | 343 | 296 | 8     |
| Polen       | 3       | 2         | 327 | 339 | 8     |
| Kuba        | 1       | 4         | 318 | 358 | 6     |
| Nya Zeeland | 0       | 5         | 304 | 396 | 5     |

Slutspel
|  | Kvartsfinaler | Kvartsfinaler |             |     | Semifinaler  | Semifinaler |            |            | Final       | Final |
|  | 0             | 0             | 0           | 0   | 0            | 0           | 0          | 0          | 0           | 0     |
|  |               |               | 0           | 0   |              |             | 0          | 0          |             |       |
|  |               |               | 0           | 0   |              |             | 0          | 0          |             |       |
|  | 0 Australien  | 076           | 0           | 0   |              |             | 0          | 0          |             |       |
|  | 0 Australien  | 076           | 0           | 0   |              |             | 0          | 0          |             |       |
|  | 0 Polen       | 048           | 0           | 0   |              |             | 0          | 0          |             |       |
|  | 0 Polen       | 048           | 0           | 0   | 0 Australien | 064         | 0          | 0          |             |       |
|  |               |               | 0           | 0   | 0 Australien | 064         | 0          | 0          |             |       |
|  | 0             | 0 Brasilien   | 0           | 052 | 0            |             |            | 0          |             |       |
|  | 0             | 0 Brasilien   | 0           | 052 | 0            | 0 Ryssland  | 067        | 0          |             |       |
|  | 0             |               |             |     |              | 0 Ryssland  | 067        | 0          |             |       |
|  | 0             | 0 Brasilien   | 068         | 0   |              |             |            | 0          |             |       |
|  | 0             | 0 Brasilien   | 068         | 0   | 0 Australien | 054         |            | 0          |             |       |
|  | 0             |               |             | 0   | 0 Australien | 054         |            | 0          |             |       |
|  | 0             | 0             | 0 USA       | 0   | 076          |             |            |            |             |       |
|  | 0             | 0             | 0 USA       | 0   | 076          | 0 Frankrike | 058        |            |             |       |
|  | 0             | 0             |             |     |              |             | 058        |            |             |       |
|  | 0             | 0             | 0 Sydkorea  | 069 | 0            |             |            |            |             |       |
|  | 0             | 0             | 0 Sydkorea  | 069 | 0            | 0 Sydkorea  | 065        | Bronsmatch | Bronsmatch  |       |
|  | 0             | 0             |             |     | 0            | 0 Sydkorea  | 065        | Bronsmatch | Bronsmatch  |       |
|  | 0             | 0             | 0 USA       | 078 | 0            | 0           |            |            |             |       |
|  | 0             | 0             | 0 USA       | 078 | 0            | 0           | 0 USA      | 058        | 0 Brasilien | 084   |
|  | 0             | 0             |             |     | 0            | 0           | 0 USA      | 058        | 0 Brasilien | 084   |
|  | 0             | 0             | 0 Slovakien | 043 | 0            | 0           | 0 Sydkorea | 073        |             |       |
|  | 0             | 0             | 0 Slovakien | 043 | 0            | 0           | 0 Sydkorea | 073        |             |       |
|  |               |               |             |     |              |             |            |            |             |       |
|  |               |               |             |     |              |             |            |            |             |       |

## Bordtennis
Herrar
| Spelare                    | Gren       | Inledande omgång                                                    | Sextondelsfinal      | Åttondelsfinal       | Kvartsfinal          | Semifinal            | Final                |                  |
| Spelare                    | Gren       | Motståndare Resultat                                                | Motståndare Resultat | Motståndare Resultat | Motståndare Resultat | Motståndare Resultat | Motståndare Resultat |                  |
| -------------------------- | ---------- | ------------------------------------------------------------------- | -------------------- | -------------------- | -------------------- | -------------------- | -------------------- | ---------------- |
| Cheng Yinghua              | Herrsingel | Iseki (JPN) L 1–3 Arado (CUB) W 3–0                                 | Gick inte vidare     | Gick inte vidare     | Gick inte vidare     | Gick inte vidare     | Gick inte vidare     |                  |
| David Zhuang               | Herrsingel | Roßkopf (GER) L 0–3 Helmy (EGY) W 3–1                               | Gick inte vidare     | Gick inte vidare     | Gick inte vidare     | Gick inte vidare     | Gick inte vidare     |                  |
| Cheng Yinghua, Nguyen      | Herrdubbel | Maze - Tugwell (DEN) L 0–2 Matsushita - Shibutani (JPN) L 0–2       | N/A                  | Gick inte vidare     | Gick inte vidare     | Gick inte vidare     | Gick inte vidare     | Gick inte vidare |
| David Zhuang, Todd Sweeris | Herrdubbel | Haakansson - Karlsson (SWE) L 1–2 Samsonov - Shchetinin (BLR) L 0–2 | N/A                  | Gick inte vidare     | Gick inte vidare     | Gick inte vidare     | Gick inte vidare     | Gick inte vidare |

Damer
| Idrottare                     | Gren      | Inledande omgång                                      | Sextondelsfinal      | Åttondelsfinal       | Kvartsfinal          | Semifinal            | Final                |                  |
| Idrottare                     | Gren      | Motståndare Resultat                                  | Motståndare Resultat | Motståndare Resultat | Motståndare Resultat | Motståndare Resultat | Motståndare Resultat |                  |
| ----------------------------- | --------- | ----------------------------------------------------- | -------------------- | -------------------- | -------------------- | -------------------- | -------------------- | ---------------- |
| Tawny Banh                    | Damsingel | Lee (KOR) L 0–3 Wang (CAN) L 0–3                      | Gick inte vidare     | Gick inte vidare     | Gick inte vidare     | Gick inte vidare     | Gick inte vidare     |                  |
| Jasna Fazlić-Reed             | Damsingel | Bátorfi (HUN) L 1–3 Kaffo (NGR) W 3–0                 | Gick inte vidare     | Gick inte vidare     | Gick inte vidare     | Gick inte vidare     | Gick inte vidare     |                  |
| Gao Jun                       | Damsingel | Zhou (AUS) W 3–0 Bakula (CRO) W 3–0                   | Ryu (KOR) L 1–3      | Gick inte vidare     | Gick inte vidare     | Gick inte vidare     | Gick inte vidare     |                  |
| Tawny Banh, Jasna Fazlić-Reed | Damdubbel | C. Li - K. Li (NZL) L 0–2 Schall - Struse (GER) L 1–2 | N/A                  | Gick inte vidare     | Gick inte vidare     | Gick inte vidare     | Gick inte vidare     | Gick inte vidare |
| Michelle Do, Gao Jun          | Damdubbel | Gotsch - Schoepp (GER) L 1–2 Wang - Xu (CAN) W 2–1    | N/A                  | Gick inte vidare     | Gick inte vidare     | Gick inte vidare     | Gick inte vidare     | Gick inte vidare |

## Boxning
| Idrottare        | Gren            | Sextondelsfinal         | Åttondelsfinal             | Kvartsfinal               | Semifinal                   | Final                      | Final            |
| Idrottare        | Gren            | Motståndare Resultat    | Motståndare Resultat       | Motståndare Resultat      | Motståndare Resultat        | Motståndare Resultat       | Placering        |
| ---------------- | --------------- | ----------------------- | -------------------------- | ------------------------- | --------------------------- | -------------------------- | ---------------- |
| Brian Viloria    | Lätt flugvikt   | Kazakov (RUS) W 8–6     | Asloum (FRA) L 4–6         | Gick inte vidare          | Gick inte vidare            | Gick inte vidare           | Gick inte vidare |
| José Navarro     | Flugvikt        | Ballo (INA) W 16–10     | Mesbahi (MAR) W 12–9       | Thomas (FRA) L 12–23      | Gick inte vidare            | Gick inte vidare           | Gick inte vidare |
| Clarence Vinson  | Bantamvikt      | Bouaita (FRA) W 9–2     | Kadyraliev (KGZ) W 12–7    | Olteanu (ROU) W 26–19     | Rigondeaux (CUB) L 6–18     | Gick inte vidare           | 3                |
| Rocky Juarez     | Fjädervikt      | Batmani (IRI) W (RSC)   | Huste (GER) W 17–15        | Kamsing (THA) W (RSC)     | Djamaloudinov (RUS) W 23–12 | Sattarkhanov (KAZ) L 14–22 | 2                |
| David Jackson    | Lättvikt        | Ben Rabah (TUN) W 19–7  | Palyani (TUR) L (walkover) | Gick inte vidare          | Gick inte vidare            | Gick inte vidare           | Gick inte vidare |
| Ricardo Williams | Lätt weltervikt | Collins (AUS) W (RSC)   | Olusegun (NIG) W (RSC)     | Leonov (RUS) W 17–12      | Luña (CUB) W 42–41          | Abdullayev (UZB) L 27–20   | 2                |
| Dante Craig      | Weltervikt      | Showban (EGY) W (RSC)   | Ulusoy (TUR) L 9–4         | Gick inte vidare          | Gick inte vidare            | Gick inte vidare           | Gick inte vidare |
| Jermain Taylor   | Lätt mellanvikt | Usagin (BUL) W (RSC)    | MacIntosh (CAN) W 23–9     | Sturm (GER) W 19–14       | Ibraimov (KAZ) W (RSC)      | Gick inte vidare           | 3                |
| Jeff Lacy        | Mellanvikt      | Conceição (BRA) W (RSC) | Kakietek (POL) W 21–7      | Gaydarbekov (RUS) W (RSC) | Gick inte vidare            | Gick inte vidare           | Gick inte vidare |
| Olanda Anderson  | Lätt tungvikt   | Bye                     | Kraj (CZE) L 12–13         | Gick inte vidare          | Gick inte vidare            | Gick inte vidare           | Gick inte vidare |
| Michael Bennett  | Tungvikt        | Bartnik (POL) W 11–2    | N/A                        | Savón (CUB) L (RSC)       | Gick inte vidare            | Gick inte vidare           | Gick inte vidare |

## Brottning
| Idrottare        | Gren                   | Åttondelsfinal                                                         | Kvartsfinal                 | Semifinal                | Final                                         |
| Idrottare        | Gren                   | Motståndare Resultat                                                   | Motståndare Resultat        | Motståndare Resultat     | Motståndare Resultat                          |
| ---------------- | ---------------------- | ---------------------------------------------------------------------- | --------------------------- | ------------------------ | --------------------------------------------- |
| Sammie Henson    | Flugvikt, fristil      | Moon (KOR) W 10 – 0 Tanabe (JPN) W 9 – 1                               | Zakharuk (UKR) W 8 – 4      | Kontoev (BLR) W 3 – 0    | Abdullayev (AZE) · L 3 – 4 ·                  |
| Terry Brands     | Bantamvikt, fristil    | Ibragimov (KAZ) W 6 – 0 Polychronidis (GRE) W 8 – 1                    | Pogosian (GEO) W 4 – 2      | Dabir (IRI) L 4 – 6      | Bronsmatch · Zakhartdinov (UZB) · W 3 – 2 ·   |
| Cary Kolat       | Fjädervikt, fristil    | Talaei (IRI) L 2 – 6 Islamov (UZB) W 6 – 2                             | Gick inte vidare            | Gick inte vidare         | Gick inte vidare                              |
| Lincoln McIlravy | Lättvikt, fristil      | Oziti (NGR) W 2 – 1 Şanlı (TUR) W 6 – 3                                | Diaconu (MDA) W 3 – 1       | Igali (CAN) L 3 – 6      | Bronsmatch · Demchenko (BLR) · W 3 – 1 ·      |
| Brandon Slay     | Weltervikt, fristil    | Paskalev (BUL) W 4 – 1 Saitiev (RUS) W 4 – 3                           | Laliyev (KAZ) W 2 – 2       | Bereket (TUR) W 3 – 1    | Leipold (GER) · L 0 – 4 ·                     |
| Charles Burton   | Mellanvikt, fristil    | Diouf (SEN) W 4 – 0 Martinetti (SUI) W 10 – 0                          | Ibragimov (MKD) L 2 – 4     | Gick inte vidare         | Gick inte vidare                              |
| Kerry McCoy      | Supertungvikt, fristil | Valiyev (UKR) W 3 – 0 Ashabaliyev (AZE) W 10 – 0                       | Taymazov (UZB) L 9 – 11     | Gick inte vidare         | Gick inte vidare                              |
| Steven Mays      | Flugvikt, fristil      | Elela (EGY) L 3 – 5 Kalilov (KGZ) L 0 – 10 Kalashnykov (UKR) L 0 – 11  | Gick inte vidare            | Gick inte vidare         | Gick inte vidare                              |
| Jim Gruenwald    | Bantamvikt, fristil    | Petrenko (BLR) W 4 – 0 Mnatsakanyan (ARM) W 4 – 3                      | Sheng (CHN) L 1 – 11        | Did not advance          | Did not advance                               |
| Kevin Bracken    | Lättvikt, fristil      | Choi (KOR) W 12 – 5 Magni (ITA) L 2 – 2                                | Samourgachev (RUS) L 5 – 11 | Gick inte vidare         | Gick inte vidare                              |
| Heath Sims       | Weltervikt, fristil    | Biktyakov (UZB) L 0 – 3 Nagata (JPN) W 4 – 2                           | Gick inte vidare            | Gick inte vidare         | Gick inte vidare                              |
| Matt Lindland    | Mellanvikt, fristil    | Melelashvili (GEO) W 3 – 0 Erofaylov (UZB) W 1 – 1 Slila (ALG) W 6 – 0 | Bye                         | Manukyan (UKR) W 7 – 4   | Kardanov (RUS) · L 0 – 3 ·                    |
| Quincey Clark    | Tungvikt, fristil      | Méndez (CUB) L 0 – 5 Abdelfatah (EGY) L 0 – 12                         | Gick inte vidare            | Gick inte vidare         | Gick inte vidare                              |
| Garrett Lowney   | Lätt tungvikt, fristil | Koguashvili (RUS) W 8 – 3 Švec (CZE) W 2 – 0                           | Chkhaidze (GEO) W 2 – 0     | Ljungberg (SWE) L 1 – 8  | Bronze medal match · Thanos (GRE) · W 3 – 1 · |
| Rulon Gardner    | Supertungvikt, fristil | Giunta (ITA) W 2 – 1 Galstyan (ARM) W 6 – 0 Ayari (TUN) W 7 – 2        | Bye                         | Evseitchik (ISR) W 3 – 2 | Karelin (RUS) · W 1 – 0 ·                     |

## Bågskytte
Herrar
| Bågskytt                               | Gren                   | Rankningsomgång | Rankningsomgång | 64-delsfinal                | 32-delsfinal                | Sextondelsfinal          | Kvartsfinal          | Semifinal                 | Final                                     | Final            |
| Bågskytt                               | Gren                   | Poäng           | Seed            | Motståndare Resultat        | Motståndare Resultat        | Motståndare Resultat     | Motståndare Resultat | Motståndare Resultat      | Motståndare Resultat                      | Placering        |
| -------------------------------------- | ---------------------- | --------------- | --------------- | --------------------------- | --------------------------- | ------------------------ | -------------------- | ------------------------- | ----------------------------------------- | ---------------- |
| Butch Johnson                          | Herrarnas individuella | 627             | 31              | Koprivnikar (SLO) W 164–151 | Oh (KOR) L 160–166          | Gick inte vidare         | Gick inte vidare     | Gick inte vidare          | Gick inte vidare                          | Gick inte vidare |
| Rod White                              | Herrarnas individuella | 651             | 4               | Latil (VAN) W 158–145       | van Zutphen (NED) L 152–153 | Gick inte vidare         | Gick inte vidare     | Gick inte vidare          | Gick inte vidare                          | Gick inte vidare |
| Vic Wunderle                           | Herrarnas individuella | 643             | 7               | Merlos (ESA) W 160–150      | Antonov (UKR) W 152–151     | Shikarev (KAZ) W 171–166 | Oh (KOR) W 108–105   | Petersson (SWE) W 108–107 | Fairweather (AUS) L 106–113               | 2                |
| Butch Johnson, Rod White, Vic Wunderle | Herrarnas lagtävling   | 1921            | 2               | N/A                         | N/A                         | Bye                      | Sverige W 255–244    | Italien L 241–244         | Bronsmatch Ryssland W 239 (+29)–239 (+26) | 3                |

Damer
| Bågskytt                                    | Gren                  | Rankningsomgång | Rankningsomgång | 64-delsfinal               | 32-delsfinal          | Sextondelsfinal          | Kvartsfinal          | Semifinal            | Final                | Final            |
| Bågskytt                                    | Gren                  | Poäng           | Seed            | Motståndare Resultat       | Motståndare Resultat  | Motståndare Resultat     | Motståndare Resultat | Motståndare Resultat | Motståndare Resultat | Placering        |
| ------------------------------------------- | --------------------- | --------------- | --------------- | -------------------------- | --------------------- | ------------------------ | -------------------- | -------------------- | -------------------- | ---------------- |
| Janet Dykman                                | Damernas individuella | 636             | 16              | Tremelling (AUS) L 146–154 | Gick inte vidare      | Gick inte vidare         | Gick inte vidare     | Gick inte vidare     | Gick inte vidare     | Gick inte vidare |
| Denise Parker                               | Damernas individuella | 619             | 43              | Scavotto (USA) L 152–162   | Gick inte vidare      | Gick inte vidare         | Gick inte vidare     | Gick inte vidare     | Gick inte vidare     | Gick inte vidare |
| Karen Scavotto                              | Damernas individuella | 634             | 22              | Parker (USA) W 162–152     | Pérez (CUB) W 158–155 | Kawauchi (JPN) L 157–159 | Gick inte vidare     | Gick inte vidare     | Gick inte vidare     | Gick inte vidare |
| Janet Dykman, Denise Parker, Karen Scavotto | Damernas lagtävling   | 1889            | 9               | N/A                        | N/A                   | Sverige W 242–230        | Sydkorea L 240–252   | Gick inte vidare     | Gick inte vidare     | Gick inte vidare |

## Cykling

### Mountainbike
| Cyklist        | Gren                  | Tid      | Placering |
| -------------- | --------------------- | -------- | --------- |
| Travis Brown   | Herrarnas terränglopp | 02:32:02 | 32        |
| Tinker Juarez  | Herrarnas terränglopp | 02:22:11 | 30        |
| Alison Dunlap  | Damernas terränglopp  | 1:53:53  | 7         |
| Ruthie Matthes | Damernas terränglopp  | 1:55:16  | 10        |
| Ann Trombley   | Damernas terränglopp  | 1:59:43  | 16        |

### Landsväg
Herrar
| Cyklist         | Gren                | Tid     | Placering |
| --------------- | ------------------- | ------- | --------- |
| Lance Armstrong | Herrarnas linjelopp | 5:30:37 | 13        |
| Lance Armstrong | Herrarnas tempolopp | 58:14   | DSQ*      |
| Antonio Cruz    | Herrarnas linjelopp | 5:30:46 | 53        |
| Tyler Hamilton  | Herrarnas linjelopp | 5:30:46 | 49        |
| Tyler Hamilton  | Herrarnas tempolopp | 59:26   | 9*        |
| George Hincapie | Herrarnas linjelopp | 5:30:34 | 8         |
| Fred Rodriguez  | Herrarnas linjelopp | 5:30:46 | 34        |

Damer
| Cyklist         | Gren               | Tid            | Placering      |
| --------------- | ------------------ | -------------- | -------------- |
| Nicole Freedman | Damernas linjelopp | 3:28:28        | 47             |
| Mari Holden     | Damernas linjelopp | Did not finish | Did not finish |
| Mari Holden     | Damernas tempolopp | 42:37          | 2              |
| Karen Kurreck   | Damernas linjelopp | Did not finish | Did not finish |
| Karen Kurreck   | Damernas tempolopp | 44:33          | 16             |

### Bana
Ttempolopp
| Cyklist      | Gren                | Tid      | Placering |
| ------------ | ------------------- | -------- | --------- |
| Jonas Carney | Herrarnas tempolopp | 1:05.968 | 14        |
| Chris Witty  | Damernas tempolopp  | 35.230   | 5         |

Sprinter
| Idrottare                                  | Gren                | Kval                 | Kval      | Sextonfinal (Återkval)                                        | Åttondelsfinal (Återkval)                                  | Kvartsfinal                      | Semifinal                        | Final                             | Final            |
| Idrottare                                  | Gren                | Tid Hastighet (km/h) | Placering | Motståndare Tid Hastighet (km/h)                              | Motståndare Tid Hastighet (km/h)                           | Motståndare Tid Hastighet (km/h) | Motståndare Tid Hastighet (km/h) | Motståndare Tid Hastighet (km/h)  | Placering        |
| ------------------------------------------ | ------------------- | -------------------- | --------- | ------------------------------------------------------------- | ---------------------------------------------------------- | -------------------------------- | -------------------------------- | --------------------------------- | ---------------- |
| Christian Arrue                            | Herrarnas sprint    | 10.903 66.037        | 18 Q      | Nothstein (USA) L Lepka (SVK) Nagatsuka (JPN) W 11.186 64.366 | Rousseau (FRA) L MacLean (GBR) Bērziņš (LAT) L             | Gick inte vidare                 | Gick inte vidare                 | Gick inte vidare                  | Gick inte vidare |
| Marty Nothstein                            | Herrarnas sprint    | 10.166 70.844        | 1 Q       | Arrue (USA) W 10.956 65.717                                   | Eadie (AUS) W 10.799 66.673                                | MacLean (GBR) W 10.888, W 10.973 | Fiedler (GER) W 10.930, W 10.903 | Rousseau (FRA) W 10.874, W 10.066 | 1                |
| Tanya Lindenmuth                           | Damernas sprint     | 11.649 61.808        | 8 Q       | N/A                                                           | Larreal (VEN) L Freitag (GER) Ramage (NZL) W 12.275 58.656 | Ballanger (FRA) L                | Gick inte vidare                 | Gick inte vidare                  | Gick inte vidare |
| Christian Arrue, John Bairos, Jonas Carney | Herrarnas lagsprint | 46.337 58.269        | 12        | N/A                                                           | N/A                                                        | Gick inte vidare                 | N/A                              | Gick inte vidare                  | Gick inte vidare |

Förföljelser
| Idrottare                                                          | Gren                     | Kval     | Kval      | Kvartsfinal      | Kvartsfinal      | Semifinal        | Semifinal        | Finals           | Finals           |
| Idrottare                                                          | Gren                     | Tid      | Placering | Motståndare Tid  | Placering        | Motståndare Tid  | Placering        | Motståndare Tid  | Placering        |
| ------------------------------------------------------------------ | ------------------------ | -------- | --------- | ---------------- | ---------------- | ---------------- | ---------------- | ---------------- | ---------------- |
| Mariano Friedick                                                   | Herrarnas förföljelse    | 4:31.241 | 10        | N/A              | N/A              | Gick inte vidare | Gick inte vidare | Gick inte vidare | Gick inte vidare |
| Christian Vande Velde                                              | Herrarnas förföljelse    | 4:31.528 | 12        | N/A              | N/A              | Gick inte vidare | Gick inte vidare | Gick inte vidare | Gick inte vidare |
| Erin Mirabella                                                     | Damernas förföljelse     | 3:38.431 | 8         | N/A              | N/A              | Gick inte vidare | Gick inte vidare | Gick inte vidare | Gick inte vidare |
| Derek Bouchard-Hall, Mariano Friedick, Erin Hartwell, Tommy Mulkey | Herrarnas lagförföljelse | 4:12.494 | 10        | Gick inte vidare | Gick inte vidare | Gick inte vidare | Gick inte vidare | Gick inte vidare | Gick inte vidare |

Poänglopp
| Athlete        | Event               | Points | Rank |
| -------------- | ------------------- | ------ | ---- |
| Jamie Carney   | Herrarnas poänglopp | 10     | 5    |
| Erin Mirabella | Damernas poänglopp  | 6      | 10   |

Keirin
| Idrottare       | Gren             | Första omgången | Återkval  | Andra omgången   | Final            |
| Idrottare       | Gren             | Placering       | Placering | Placering        | Placering        |
| --------------- | ---------------- | --------------- | --------- | ---------------- | ---------------- |
| Christian Arrue | Herrarnas keirin | 6               | 5         | Gick inte vidare | Gick inte vidare |
| Marty Nothstein | Herrarnas keirin | 4               | 1 Q       | 1 Q              | 5                |

## Fotboll
Damer
| Nr             | Namn              | Klubb     | Född             | SM        | Mål       |           | Gult kort · Gult kort · Rött kort | Rött kort |
| Målvakter      | Målvakter         | Målvakter | Målvakter        | Målvakter | Målvakter | Målvakter | Målvakter                         | Målvakter |
| -------------- | ----------------- | --------- | ---------------- | --------- | --------- | --------- | --------------------------------- | --------- |
| 1              | Briana Scurry     |           | 7 september 1971 |           |           |           |                                   |           |
| 18             | Siri Mullinix     |           | 22 maj 1978      |           |           |           |                                   |           |
| 22             | Jenni Branam      |           | 8 oktober 1980   |           |           |           |                                   |           |
| Försvarare     |                   |           |                  |           |           |           |                                   |           |
| 3              | Christie Rampone  |           | 24 juni 1975     |           |           |           |                                   |           |
| 4              | Carla Overbeck    |           | 9 maj 1968       |           |           |           |                                   |           |
| 6              | Brandi Chastain   |           | 21 juli 1968     |           |           |           |                                   |           |
| 10             | Michelle French   |           | 27 januari 1977  |           |           |           |                                   |           |
| 14             | Joy Fawcett       |           | 8 februari 1968  |           |           |           |                                   |           |
| 15             | Kate Markgraf     |           | 23 augusti 1976  |           |           |           |                                   |           |
| 17             | Danielle Slaton   |           | 10 juni 1980     |           |           |           |                                   |           |
| 20             | Susan Bush        |           | 10 november 1980 |           |           |           |                                   |           |
| Mittfältare    |                   |           |                  |           |           |           |                                   |           |
| 2              | Lorrie Fair       |           | 5 augusti 1978   |           |           |           |                                   |           |
| 5              | Nikki Serlenga    |           | 20 juni 1978     |           |           |           |                                   |           |
| 7              | Sara Whalen       |           | 28 april 1976    |           |           |           |                                   |           |
| 8              | Shannon MacMillan |           | 7 oktober 1974   |           |           |           |                                   |           |
| 11             | Julie Foudy       |           | 23 januari 1971  |           |           |           |                                   |           |
| 13             | Kristine Lilly    |           | 22 juli 1971     |           |           |           |                                   |           |
| 19             | Aly Wagner        |           | 10 augusti 1980  |           |           |           |                                   |           |
| Anfallare      |                   |           |                  |           |           |           |                                   |           |
| 9              | Mia Hamm          |           | 17 mars 1972     |           |           |           |                                   |           |
| 12             | Cindy Parlow      |           | 8 maj 1978       |           |           |           |                                   |           |
| 16             | Tiffeny Milbrett  |           | 23 oktober 1972  |           |           |           |                                   |           |
| Förbundskapten |                   |           |                  |           |           |           |                                   |           |
|                | April Heinrichs   |           |                  |           |           |           |                                   |           |

Gruppspel
| Lag     | S | V | O | F | GM | IM | MS | P |
| ------- | - | - | - | - | -- | -- | -- | - |
| USA     | 3 | 2 | 1 | 0 | 6  | 2  | +4 | 7 |
| Norge   | 3 | 2 | 0 | 1 | 5  | 4  | +1 | 6 |
| Kina    | 3 | 1 | 1 | 1 | 5  | 4  | +1 | 4 |
| Nigeria | 3 | 0 | 0 | 3 | 3  | 9  | −6 | 0 |

Slutspel
|  | Semifinaler             | Semifinaler             |   |                       | Final                 | Final |  |
|  |                         |                         |   |                       |                       |       |  |
|  | 24 september - Sydney   |                         |   |                       |                       |       |  |
|  | Tyskland                | 0                       |   |                       |                       |       |  |
|  | Norge                   | 1                       |   |                       |                       |       |  |
|  |                         |                         |   |                       |                       |       |  |
|  |                         |                         |   |                       | 28 september - Sydney |       |  |
|  |                         |                         |   |                       | Norge (e.f.)          | 3     |  |
|  |                         | USA                     | 2 |                       |                       |       |  |
|  |                         |                         |   |                       |                       |       |  |
|  |                         |                         |   |                       |                       |       |  |
|  |                         |                         |   |                       | Bronsmatch            |       |  |
|  | 24 september - Canberra | 24 september - Canberra |   | 28 september - Sydney | 28 september - Sydney |       |  |
|  | USA                     | 1                       |   | Tyskland              | 2                     |       |  |
|  | Brasilien               | 0                       |   |                       | Brasilien             | 0     |  |

Herrar
| Nr          | Namn             | Födelsedatum     | Klubb                  |
| Målvakter   | Målvakter        | Målvakter        | Målvakter              |
| ----------- | ---------------- | ---------------- | ---------------------- |
| 1           | Brad Friedel     | 18 maj 1971      | Liverpool FC           |
| 18          | Tim Howard       | 6 mars 1979      | MetroStars             |
| Försvarare  |                  |                  |                        |
| 2           | Brian Dunseth    | 2 mars 1977      | New England Revolution |
| 3           | Chad McCarty     | 5 oktober 1977   | Tampa Bay Mutiny       |
| 4           | Jeff Agoos       | 2 maj 1968       | D.C. United            |
| 6           | Frankie Hejduk   | 5 augusti 1974   | Bayer Leverkusen       |
| 8           | Danny Califf     | 17 mars 1980     | Los Angeles Galaxy     |
| 12          | Ramiro Corrales  | 12 mars 1977     | MetroStars             |
| 15          | Evan Whitfield   | 23 juni 1977     | Chicago Fire SC        |
| Mittfältare |                  |                  |                        |
| 5           | John O'Brien     | 29 augusti 1977  | Ajax Amsterdam         |
| 7           | Joey DiGiamarino | 6 april 1977     | Colorado Rapids        |
| 9           | Ben Olsen        | 3 maj 1977       | D.C. United            |
| 10          | Peter Vagenas    | 6 februari 1978  | Los Angeles Galaxy     |
| 14          | Sasha Victorine  | 3 februari 1978  | Los Angeles Galaxy     |
| Anfallare   |                  |                  |                        |
| 11          | Chris Albright   | 14 januari 1979  | D.C. United            |
| 13          | Landon Donovan   | 4 mars 1982      | Bayer Leverkusen       |
| 16          | Josh Wolff       | 25 februari 1977 | Chicago Fire SC        |
| 17          | Conor Casey      | 25 juli 1981     | University of Portland |

Gruppspel
| Lag      | S | V | O | F | GM | IM | MS | P |
| -------- | - | - | - | - | -- | -- | -- | - |
| USA      | 3 | 1 | 2 | 0 | 6  | 4  | +2 | 5 |
| Kamerun  | 3 | 1 | 2 | 0 | 5  | 4  | +1 | 5 |
| Kuwait   | 3 | 1 | 0 | 2 | 6  | 8  | −2 | 3 |
| Tjeckien | 3 | 0 | 2 | 1 | 5  | 6  | −1 | 2 |

Slutspel
|  | Kvartsfinaler            | Kvartsfinaler            |                       |       | Semifinaler | Semifinaler |  |  | Final                 | Final |
|  |                          |                          |                       |       |             |             |  |  |                       |       |
|  | 23 september - Adelaide  |                          |                       |       |             |             |  |  |                       |       |
|  |                          |                          |                       |       |             |             |  |  |                       |       |
|  | USA (str.)               | 2 (5)                    |                       |       |             |             |  |  |                       |       |
|  | USA (str.)               | 2 (5)                    | 26 september - Sydney |       |             |             |  |  |                       |       |
|  | Japan                    | 2 (4)                    |                       |       |             |             |  |  |                       |       |
|  | Japan                    | 2 (4)                    | USA                   | 1     |             |             |  |  |                       |       |
|  | 23 september - Sydney    |                          | USA                   | 1     |             |             |  |  |                       |       |
|  |                          | Spanien                  | 3                     |       |             |             |  |  |                       |       |
|  | Italien                  | Spanien                  | 3                     | 0     |             |             |  |  |                       |       |
|  | Italien                  |                          | 30 september - Sydney | 0     |             |             |  |  |                       |       |
|  | Spanien                  | 1                        |                       |       |             |             |  |  |                       |       |
|  | Spanien                  | 1                        | Spanien               | 2 (3) |             |             |  |  |                       |       |
|  | 23 september - Brisbane  |                          | Spanien               | 2 (3) |             |             |  |  |                       |       |
|  |                          | Kamerun (str.)           | 2 (5)                 |       |             |             |  |  |                       |       |
|  | Brasilien                | Kamerun (str.)           | 2 (5)                 | 1     |             |             |  |  |                       |       |
|  | Brasilien                | 26 september - Melbourne |                       | 1     |             |             |  |  |                       |       |
|  | Kamerun (e.f.)           | 2                        |                       |       |             |             |  |  |                       |       |
|  | Kamerun (e.f.)           | 2                        | Kamerun               | 2     | Bronsmatch  | Bronsmatch  |  |  |                       |       |
|  | 23 september - Melbourne |                          | Kamerun               | 2     | Bronsmatch  | Bronsmatch  |  |  |                       |       |
|  |                          | Chile                    | 1                     |       |             |             |  |  |                       |       |
|  | Chile                    | Chile                    | 1                     | 4     | USA         | 0           |  |  |                       |       |
|  | Chile                    |                          |                       | 4     | USA         | 0           |  |  |                       |       |
|  | Nigeria                  | 1                        |                       | Chile | 2           |             |  |  |                       |       |
|  | Nigeria                  | 1                        |                       |       | 2           |             |  |  |                       |       |
|  |                          |                          |                       |       |             |             |  |  | 29 september - Sydney |       |
|  |                          |                          |                       |       |             |             |  |  |                       |       |

## Friidrott
Herrar
Bana och väg
| Idrottare                                                                                        | Gren                            | Heat                            | Heat                            | Kvartsfinal                     | Kvartsfinal                     | Semifinal                       | Semifinal                       | Final                           | Final                           |
| Idrottare                                                                                        | Gren                            | Resultat                        | Rank                            | Resultat                        | Rank                            | Resultat                        | Rank                            | Resultat                        | Rank                            |
| ------------------------------------------------------------------------------------------------ | ------------------------------- | ------------------------------- | ------------------------------- | ------------------------------- | ------------------------------- | ------------------------------- | ------------------------------- | ------------------------------- | ------------------------------- |
| Jon Drummond                                                                                     | Herrarnas 100 meter             | 10.20                           | 1 Q                             | 10.15                           | 2 Q                             | 10.10                           | 2 Q                             | 10.09                           | 5                               |
| Maurice Greene                                                                                   | Herrarnas 100 meter             | 10.31                           | 1 Q                             | 10.10                           | 1 Q                             | 10.06                           | 1 Q                             | 9.87                            | 1                               |
| Curtis Johnson                                                                                   | Herrarnas 100 meter             | 10.30                           | 1 Q                             | 10.24                           | 2 Q                             | 10.27                           | 6                               | gick inte vidare                | gick inte vidare                |
| John Capel                                                                                       | Herrarnas 200 meter             | 20.49                           | 1 Q                             | 20.13                           | 1 Q                             | 20.10                           | 1 Q                             | 20.49                           | 8                               |
| Floyd Heard                                                                                      | Herrarnas 200 meter             | 20.68                           | 1 Q                             | 20.24                           | 1 Q                             | 20.63                           | 6                               | gick inte vidare                | gick inte vidare                |
| Coby Miller                                                                                      | Herrarnas 200 meter             | 20.49                           | 1 Q                             | 20.37                           | 2 Q                             | 20.45                           | 4 Q                             | 20.35                           | 7                               |
| Alvin Harrison                                                                                   | Herrarnas 400 meter             | 44.96                           | 1 Q                             | 44.25                           | 1 Q                             | 44.53                           | 1 Q                             | 44.40                           | 2                               |
| Michael Johnson                                                                                  | Herrarnas 400 meter             | 45.25                           | 1 Q                             | 45.31                           | 1 Q                             | 44.65                           | 2 Q                             | 43.84                           | 1                               |
| Antonio Pettigrew                                                                                | Herrarnas 400 meter             | 45.62                           | 1 Q                             | 46.35                           | 2 Q                             | 45.24                           | 1 Q                             | 45.42                           | DSQ                             |
| Mark Everett                                                                                     | Herrarnas 800 meter             | 1:49.77                         | 5                               | N/A                             | N/A                             | gick inte vidare                | gick inte vidare                | gick inte vidare                | gick inte vidare                |
| Rich Kenah                                                                                       | Herrarnas 800 meter             | 1:47.85                         | 6                               | N/A                             | N/A                             | gick inte vidare                | gick inte vidare                | gick inte vidare                | gick inte vidare                |
| Bryan Woodward                                                                                   | Herrarnas 800 meter             | 1:47.64                         | 5                               | N/A                             | N/A                             | gick inte vidare                | gick inte vidare                | gick inte vidare                | gick inte vidare                |
| Gabe Jennings                                                                                    | Herrarnas 1 500 meter           | 3:40:96                         | 6 Q                             | N/A                             | N/A                             | 3:40.10                         | 9                               | gick inte vidare                | gick inte vidare                |
| Jason Pyrah                                                                                      | Herrarnas 1 500 meter           | 3:38.94                         | 7 q                             | N/A                             | N/A                             | 3:40.04                         | 3 Q                             | 3:39.84                         | 10                              |
| Michael Stember                                                                                  | Herrarnas 1 500 meter           | 3:39:13                         | 6 Q                             | N/A                             | N/A                             | 3:42.30                         | 9                               | gick inte vidare                | gick inte vidare                |
| Adam Goucher                                                                                     | Herrarnas 5 000 meter           | 13:24.34                        | 7 q                             | N/A                             | N/A                             | N/A                             | N/A                             | 13:43.20                        | 13                              |
| Bradley Hauser                                                                                   | Herrarnas 5 000 meter           | 13:39.41                        | 11                              | N/A                             | N/A                             | N/A                             | N/A                             | gick inte vidare                | gick inte vidare                |
| Nicholas Rogers                                                                                  | Herrarnas 5 000 meter           | 13:46.18                        | 12                              | N/A                             | N/A                             | N/A                             | N/A                             | gick inte vidare                | gick inte vidare                |
| Abdihakem Abdirahman                                                                             | Herrarnas 10 000 meter          | 28:09.04                        | 7 Q                             | N/A                             | N/A                             | N/A                             | N/A                             | 27:46.17                        | 10                              |
| Alan Culpepper                                                                                   | Herrarnas 10 000 meter          | 29:00.71                        | 17                              | N/A                             | N/A                             | N/A                             | N/A                             | gick inte vidare                | gick inte vidare                |
| Meb Keflezighi                                                                                   | Herrarnas 10 000 meter          | 27:58.96                        | 11 q                            | N/A                             | N/A                             | N/A                             | N/A                             | 27:53.63                        | 12                              |
| Mark Crear                                                                                       | Herrarnas 110 meter häck        | 13.44                           | 1 Q                             | 13.60                           | 3 Q                             | 13.23                           | 2 Q                             | 13.22                           | 3                               |
| Allen Johnson                                                                                    | Herrarnas 110 meter häck        | 13.50                           | 1 Q                             | 13.55                           | 2 Q                             | 13.34                           | 2 Q                             | 13.23                           | 4                               |
| Terrence Trammell                                                                                | Herrarnas 110 meter häck        | 13.59                           | 3 Q                             | 13.29                           | 2 Q                             | 13.32                           | 1 Q                             | 13.22                           | 2                               |
| James Carter                                                                                     | Herrarnas 400 meter häck        | 49.41                           | 2 Q                             | N/A                             | N/A                             | 48.48                           | 1 Q                             | 48.04                           | 4                               |
| Angelo Taylor                                                                                    | Herrarnas 400 meter häck        | 49.48                           | 1 Q                             | N/A                             | N/A                             | 48.49                           | 2 Q                             | 47.50                           | 1                               |
| Eric Thomas                                                                                      | Herrarnas 400 meter häck        | 50.16                           | 2 Q                             | N/A                             | N/A                             | 49.25                           | 5                               | gick inte vidare                | gick inte vidare                |
| Anthony Cosey                                                                                    | Herrarnas 3 000 meter hinder    | 8:35.25                         | 10                              | N/A                             | N/A                             | N/A                             | N/A                             | gick inte vidare                | gick inte vidare                |
| Mark Croghan                                                                                     | Herrarnas 3 000 meter hinder    | 8:25.88                         | 5                               | N/A                             | N/A                             | N/A                             | N/A                             | gick inte vidare                | gick inte vidare                |
| Pascal Dobert                                                                                    | Herrarnas 3 000 meter hinder    | 8:29.52                         | 6                               | N/A                             | N/A                             | N/A                             | N/A                             | gick inte vidare                | gick inte vidare                |
| Kenny Brokenburr, Jon Drummond, Maurice Greene, Brian Lewis, Tim Montgomery, Bernard Williams    | Herrarnas 4 x 100 meter stafett | 38.15                           | 1 Q                             | N/A                             | N/A                             | 37.82                           | 1 Q                             | 37.61                           | 1                               |
| Alvin Harrison, Calvin Harrison, Michael Johnson, Antonio Pettigrew, Angelo Taylor, Jerome Young | Herrarnas 4 x 400 meter stafett | Disqualified[förklaring behövs] | Disqualified[förklaring behövs] | Disqualified[förklaring behövs] | Disqualified[förklaring behövs] | Disqualified[förklaring behövs] | Disqualified[förklaring behövs] | Disqualified[förklaring behövs] | Disqualified[förklaring behövs] |
| Rod De Haven                                                                                     | Herrarnas maraton               | N/A                             | N/A                             | N/A                             | N/A                             | N/A                             | N/A                             | 2:30:46                         | 69                              |
| Tim Seaman                                                                                       | Herrarnas 20 kilometer gång     | N/A                             | N/A                             | N/A                             | N/A                             | N/A                             | N/A                             | 1:30:32                         | 40                              |
| Curt Clausen                                                                                     | Herrarnas 50 kilometer gång     | N/A                             | N/A                             | N/A                             | N/A                             | N/A                             | N/A                             | 3:58:39                         | 22                              |

Fält
| Idrottare            | Gren                     | Heat     | Heat      | Kvartsfinal | Kvartsfinal | Semifinal | Semifinal | Final            | Final            |
| Idrottare            | Gren                     | Resultat | Placering | Resultat    | Placering   | Resultat  | Placering | Resultat         | Placering        |
| -------------------- | ------------------------ | -------- | --------- | ----------- | ----------- | --------- | --------- | ---------------- | ---------------- |
| Melvin Lister        | Herrarnas längdhopp      | 7.82     | 12        | N/A         | N/A         | N/A       | N/A       | gick inte vidare | gick inte vidare |
| Dwight Phillips      | Herrarnas längdhopp      | 8.13     | 2 q       | N/A         | N/A         | N/A       | N/A       | 8.06             | 8                |
| Savanté Stringfellow | Herrarnas längdhopp      | 7.84     | 9         | N/A         | N/A         | N/A       | N/A       | gick inte vidare | gick inte vidare |
| LaMark Carter        | Herrarnas tresteg        | 16.47    | 10        | N/A         | N/A         | N/A       | N/A       | gick inte vidare | gick inte vidare |
| Walter Davis         | Herrarnas tresteg        | 16.75    | 6 q       | N/A         | N/A         | N/A       | N/A       | 16.61            | 11               |
| Robert Howard        | Herrarnas tresteg        | 16.93    | 6 q       | N/A         | N/A         | N/A       | N/A       | 17.05            | 7                |
| Charles Austin       | Herrarnas höjdhopp       | 2.20     | 20        | N/A         | N/A         | N/A       | N/A       | gick inte vidare | gick inte vidare |
| Kenny Evans          | Herrarnas höjdhopp       | 2.27     | 8 q       | N/A         | N/A         | N/A       | N/A       | 2.20             | 13               |
| Nathan Leeper        | Herrarnas höjdhopp       | 2.27     | 6 q       | N/A         | N/A         | N/A       | N/A       | 2.25             | 11               |
| Chad Harting         | Herrarnas stavhopp       | 5.40     | 14        | N/A         | N/A         | N/A       | N/A       | 2.25             | 11               |
| Nick Hysong          | Herrarnas stavhopp       | 5.70     | 1 q       | N/A         | N/A         | N/A       | N/A       | 5.90             | 1                |
| Lawrence Johnson     | Herrarnas stavhopp       | 5.65     | 5 q       | N/A         | N/A         | N/A       | N/A       | 5.90             | 2                |
| Andy Bloom           | Herrarnas kulstötning    | 19.83    | 5 q       | N/A         | N/A         | N/A       | N/A       | 20.87            | 4                |
| John Godina          | Herrarnas kulstötning    | 20.58    | 1 Q       | N/A         | N/A         | N/A       | N/A       | 21.20            | 3                |
| Adam Nelson          | Herrarnas kulstötning    | 20.12    | 2 Q       | N/A         | N/A         | N/A       | N/A       | 21.21            | 2                |
| John Godina          | Herrarnas diskuskastning | 61.76    | 2 Q       | N/A         | N/A         | N/A       | N/A       | gick inte vidare | gick inte vidare |
| Adam Setliff         | Herrarnas diskuskastning | 63.25    | 3 q       | N/A         | N/A         | N/A       | N/A       | 66.02            | 5                |
| Anthony Washington   | Herrarnas diskuskastning | 62.82    | 4 q       | N/A         | N/A         | N/A       | N/A       | 59.87            | 12               |
| Breaux Greer         | Herrarnas spjutkastning  | 82.63    | 5 q       | N/A         | N/A         | N/A       | N/A       | 79.91            | 12               |
| Lance Deal           | Herrarnas släggkastning  | 75.61    | 8         | N/A         | N/A         | N/A       | N/A       | gick inte vidare | gick inte vidare |
| Jud Logan            | Herrarnas släggkastning  | 68.42    | 21        | N/A         | N/A         | N/A       | N/A       | gick inte vidare | gick inte vidare |
| Kevin McMahon        | Herrarnas släggkastning  | 69.48    | 17        | N/A         | N/A         | N/A       | N/A       | gick inte vidare | gick inte vidare |

Herrarnas tiokamp
| Gren           | Chris Huffins | Chris Huffins | Chris Huffins | Kip Janvrin | Kip Janvrin | Kip Janvrin | Tom Pappas | Tom Pappas | Tom Pappas |
| Gren           | Resultat      | Poäng         | Rank          | Resultat    | Poäng       | Rank        | Resultat   | Poäng      | Rank       |
| -------------- | ------------- | ------------- | ------------- | ----------- | ----------- | ----------- | ---------- | ---------- | ---------- |
| 100 m (s)      | 10.48         | 980           | 1             | 11.26       | 804         | 31          | 10.82      | 901        | 7          |
| Längd (m)      | 7.71          | 987           | 3             | 6.63        | 727         | 29          | 7.41       | 913        | 7          |
| Kula (m)       | 15.27         | 806           | 6             | 13.57       | 702         | 26          | 14.87      | 782        | 13         |
| Höjd (m)       | 2.09          | 887           | 3             | 1.85        | 670         | 29          | 2.21       | 1002       | 1          |
| 400 m (s)      | 48.31         | 894           | 6             | 49.12       | 856         | 18          | 48.64      | 878        | 9          |
| 110 m häck (s) | 13.91         | 986           | 2             | 15.15       | 831         | 24          | 14.15      | 955        | 4          |
| Diskus (m)     | 49.55         | 861           | 1             | 42.20       | 709         | 15          | 41.42      | 693        | 18         |
| Stav (m)       | 4.70          | 819           | 21            | 5.00        | 910         | 3           | 4.90       | 880        | 10         |
| Spjut (m)      | 56.62         | 687           | 19            | 56.84       | 690         | 18          | 62.26      | 772        | 11         |
| 1500 m (s)     | 4:38.71       | 688           | 17            | 4:17.81     | 827         | 1           | 4:45.10    | 649        | 22         |
| Totalt         | Totalt        | 8595          | 3             |             | 7726        | 21          |            | 8425       | 5          |

Damer
Bana och väg
| Idrottare                                                                            | Gren                           | Heat            | Heat            | Kvartsfinal      | Kvartsfinal      | Semifinal        | Semifinal        | Final            | Final            |
| Idrottare                                                                            | Gren                           | Resultat        | Rank            | Resultat         | Rank             | Resultat         | Rank             | Resultat         | Rank             |
| ------------------------------------------------------------------------------------ | ------------------------------ | --------------- | --------------- | ---------------- | ---------------- | ---------------- | ---------------- | ---------------- | ---------------- |
| Torri Edwards                                                                        | Damernas 100 meter             | 11.34           | 3 Q             | 11.32            | 5                | gick inte vidare | gick inte vidare | gick inte vidare | gick inte vidare |
| Chryste Gaines                                                                       | Damernas 100 meter             | 11.06           | 1 Q             | 11.21            | 2 Q              | 11.23            | 5                | gick inte vidare | gick inte vidare |
| Marion Jones                                                                         | Damernas 100 meter             | Diskvalificerad | Diskvalificerad | Diskvalificerad  | Diskvalificerad  | Diskvalificerad  | Diskvalificerad  | Diskvalificerad  | Diskvalificerad  |
| Torri Edwards                                                                        | Damernas 200 meter             | 23.29           | 3 Q             | 22.98            | 3 Q              | 23.06            | 6                | gick inte vidare | gick inte vidare |
| Marion Jones                                                                         | Damernas 200 meter             | Disqualified    | Disqualified    | Disqualified     | Disqualified     | Disqualified     | Disqualified     | Disqualified     | Disqualified     |
| Nanceen Perry                                                                        | Damernas 200 meter             | 23.18           | 3 Q             | 22.95            | 4 Q              | 23.16            | 8                | gick inte vidare | gick inte vidare |
| LaTasha Colander-Richardson                                                          | Damernas 400 meter             | 51.75           | 1 Q             | 53.45            | 5                | gick inte vidare | gick inte vidare | gick inte vidare | gick inte vidare |
| Michelle Collins                                                                     | Damernas 400 meter             | 53.66           | 4               | gick inte vidare | gick inte vidare | gick inte vidare | gick inte vidare | gick inte vidare | gick inte vidare |
| Monique Hennagan                                                                     | Damernas 400 meter             | 51.73           | 2 Q             | 51.85            | 6                | gick inte vidare | gick inte vidare | gick inte vidare | gick inte vidare |
| Joetta Clark Diggs                                                                   | Damernas 800 meter             | 2:00.18         | 4 q             | N/A              | N/A              | 2:04.12          | 8                | gick inte vidare | gick inte vidare |
| Hazel Clark-Riley                                                                    | Damernas 800 meter             | 2:01.99         | 2 Q             | N/A              | N/A              | 1:59.12          | 5 q              | 1:58.75          | 7                |
| Jearl Miles Clark                                                                    | Damernas 800 meter             | 2:01.79         | 1 Q             | N/A              | N/A              | 1:59.44          | 5                | gick inte vidare | gick inte vidare |
| Shayne Culpepper                                                                     | Damernas 1 500 meter           | 4:12.52         | 9               | N/A              | N/A              | gick inte vidare | gick inte vidare | gick inte vidare | gick inte vidare |
| Suzy Favor-Hamilton                                                                  | Damernas 1 500 meter           | 4:08.08         | 1 Q             | N/A              | N/A              | 4:05.25          | 2 Q              | 4:23.05          | 12               |
| Marla Runyan                                                                         | Damernas 1 500 meter           | 4:10.83         | 7 q             | N/A              | N/A              | 4:06:14          | 6 q              | 4:08.30          | 8                |
| Elva Dryer                                                                           | Damernas 5 000 meter           | N/A             | N/A             | N/A              | N/A              | 15:23.99         | 7                | gick inte vidare | gick inte vidare |
| Anne Marie Lauck                                                                     | Damernas 5 000 meter           | N/A             | N/A             | N/A              | N/A              | 15:47.78         | 11               | gick inte vidare | gick inte vidare |
| Amy Rudolph                                                                          | Damernas 5 000 meter           | N/A             | N/A             | N/A              | N/A              | 15:28.91         | 7                | gick inte vidare | gick inte vidare |
| Deena Drossin-Kastor                                                                 | Damernas 10 000 meter          | N/A             | N/A             | N/A              | N/A              | 34:40.86         | 18               | gick inte vidare | gick inte vidare |
| Libbie Hickman                                                                       | Damernas 10 000 meter          | N/A             | N/A             | N/A              | N/A              | 32:59.28         | 10 q             | 31:56.94         | 16               |
| Jenn Rhines                                                                          | Damernas 10 000 meter          | N/A             | N/A             | N/A              | N/A              | 34:08.28         | 16               | gick inte vidare | gick inte vidare |
| Sharon Couch                                                                         | Damernas 100 meter häck        | 12.92           | 2 Q             | 12.78            | 2 Q              | 13.00            | 6                | gick inte vidare | gick inte vidare |
| Gail Devers                                                                          | Damernas 100 meter häck        | 12.62           | 1 Q             | 12.77            | 1 Q              | Did not finish   | Did not finish   | gick inte vidare | gick inte vidare |
| Melissa Morrison                                                                     | Damernas 100 meter häck        | 12.91           | 2 Q             | 12.76            | 1 Q              | 12.84            | 2 Q              | 12.76            | 3                |
| Kim Batten                                                                           | Damernas 400 meter häck        | 55.28           | 2 Q             | N/A              | N/A              | 55.73            | 6                | gick inte vidare | gick inte vidare |
| Tonja Buford-Bailey                                                                  | Damernas 400 meter häck        | 57.02           | 4               | N/A              | N/A              | gick inte vidare | gick inte vidare | gick inte vidare | gick inte vidare |
| Sandra Glover                                                                        | Damernas 400 meter häck        | 55.76           | 1 Q             | N/A              | N/A              | 54.98            | 6                | gick inte vidare | gick inte vidare |
| Torri Edwards, Chryste Gaines, Marion Jones, Nanceen Perry, Passion Richardson       | Damernas 4 x 100 meter stafett | 42.92           | 1 Q             | N/A              | N/A              | 42.82            | 2 Q              | 42.20            | 3                |
| Andrea Anderson, LaTasha Colander, Monique Hennagan, Marion Jones, Jearl Miles Clark | Damernas 4 x 400 meter stafett | 3:23.95         | 1 Q             | N/A              | N/A              | N/A              | N/A              | 3:22.62          | 1                |
| Christine Clark                                                                      | Damernas maraton               | N/A             | N/A             | N/A              | N/A              | N/A              | N/A              | 2:31:35          | 19               |
| Chen Yueling                                                                         | Damernas 20 kilometer gång     | N/A             | N/A             | N/A              | N/A              | N/A              | N/A              | 1:39.36          | 38               |
| Debbi Lawrence                                                                       | Damernas 20 kilometer gång     | N/A             | N/A             | N/A              | N/A              | N/A              | N/A              | 1:47.20          | 44               |
| Michelle Rohl                                                                        | Damernas 20 kilometer gång     | N/A             | N/A             | N/A              | N/A              | N/A              | N/A              | 1:34.26          | 17               |

Fältgrenar
| Idrottare          | Gren                    | Heat         | Heat         | Kvartsfinal  | Kvartsfinal  | Semifinal    | Semifinal    | Final            | Final            |
| Idrottare          | Gren                    | Resultat     | Rank         | Resultat     | Rank         | Resultat     | Rank         | Resultat         | Rank             |
| ------------------ | ----------------------- | ------------ | ------------ | ------------ | ------------ | ------------ | ------------ | ---------------- | ---------------- |
| Dawn Burrell       | Damernas längdhopp      | 6.77         | 3 Q          | N/A          | N/A          | N/A          | N/A          | 6.38             | 10               |
| Marion Jones       | Damernas längdhopp      | Disqualified | Disqualified | Disqualified | Disqualified | Disqualified | Disqualified | Disqualified     | Disqualified     |
| Shana Williams     | Damernas längdhopp      | 6.44         | 11           | N/A          | N/A          | N/A          | N/A          | gick inte vidare | gick inte vidare |
| Nicole Gamble      | Damernas tresteg        | 13.33        | 14           | N/A          | N/A          | N/A          | N/A          | gick inte vidare | gick inte vidare |
| Amy Acuff          | Damernas höjdhopp       | 1.80         | 17           | N/A          | N/A          | N/A          | N/A          | gick inte vidare | gick inte vidare |
| Erin Aldrich       | Damernas höjdhopp       | 1.85         | 14           | N/A          | N/A          | N/A          | N/A          | gick inte vidare | gick inte vidare |
| Karol Damon        | Damernas höjdhopp       | 1.89         | 11           | N/A          | N/A          | N/A          | N/A          | gick inte vidare | gick inte vidare |
| Stacy Dragila      | Damernas stavhopp       | 4.30         | 6 q          | N/A          | N/A          | N/A          | N/A          | 4.60 OR          | 1                |
| Melissa Mueller    | Damernas stavhopp       | 4.25         | 7            | N/A          | N/A          | N/A          | N/A          | gick inte vidare | gick inte vidare |
| Kellie Suttle      | Damernas stavhopp       | 4.30         | 1 q          | N/A          | N/A          | N/A          | N/A          | 4.00             | 11               |
| Jesseca Cross      | Damernas kulstötning    | 17.27        | 7            | N/A          | N/A          | N/A          | N/A          | gick inte vidare | gick inte vidare |
| Connie Price-Smith | Damernas kulstötning    | 17.42        | 10           | N/A          | N/A          | N/A          | N/A          | gick inte vidare | gick inte vidare |
| Teri Tunks         | Damernas kulstötning    | 16.34        | 11           | N/A          | N/A          | N/A          | N/A          | gick inte vidare | gick inte vidare |
| Kris Kuehl         | Damernas diskuskastning | 59.45        | 10           | N/A          | N/A          | N/A          | N/A          | gick inte vidare | gick inte vidare |
| Suzy Powell-Roos   | Damernas diskuskastning | 59.68        | 8            | N/A          | N/A          | N/A          | N/A          | gick inte vidare | gick inte vidare |
| Seilala Sua        | Damernas diskuskastning | 61.88        | 3 Q          | N/A          | N/A          | N/A          | N/A          | 59.85            | 10               |
| Lynda Blutreich    | Damernas spjutkastning  | 55.25        | 11           | N/A          | N/A          | N/A          | N/A          | gick inte vidare | gick inte vidare |
| Jesseca Cross      | Damernas släggkastning  | 60.85        | 9            | N/A          | N/A          | N/A          | N/A          | gick inte vidare | gick inte vidare |
| Dawn Ellerbe       | Damernas släggkastning  | 64.91        | 4 q          | N/A          | N/A          | N/A          | N/A          | 66.80            | 7                |
| Amy Palmer         | Damernas släggkastning  | 62.78        | 7 q          | N/A          | N/A          | N/A          | N/A          | 66.15            | 8                |

Damernas sjukamp
| Event          | Shelia Burrell | Shelia Burrell | Shelia Burrell | DeDee Nathan | DeDee Nathan | DeDee Nathan |
| Event          | Resultat       | Poäng          | Rank           | Resultat     | Poäng        | Rank         |
| -------------- | -------------- | -------------- | -------------- | ------------ | ------------ | ------------ |
| 100 m häck (s) | 13.30          | 1080           | 2              | 13.74        | 1015         | 16           |
| Höjd (m)       | NM             | 0              | 32             | 1.78         | 953          | 8            |
| Kula (m)       | 13,32          | 749            | 16             | 14.22        | 809          | 6            |
| 200 m (s)      | 24.01          | 980            | 3              | 24.84        | 902          | 17           |
| Längd (m)      | 6.05           | 865            | 11             | 6.06         | 868          | 10           |
| Spjut (m)      | 43.72          | 739            | 15             | 43.48        | 734          | 17           |
| 800 m (s)      | 2:21.22        | 932            | 6              | 2:16.67      | 869          | 13           |
| Totalt         | Totalt         | 5345           | 26             |              | 6150         | 9            |

## Fäktning
Herrar
| Fäktare             | Gren              | 32-delsfinal          | Sextondelsfinal      | Åttondelsfinal       | Kvartsfinal          | Semifinal            | Final                |
| Fäktare             | Gren              | Motståndare Resultat  | Motståndare Resultat | Motståndare Resultat | Motståndare Resultat | Motståndare Resultat | Motståndare Resultat |
| ------------------- | ----------------- | --------------------- | -------------------- | -------------------- | -------------------- | -------------------- | -------------------- |
| Cliff Bayer         | Herrarnas florett | Bye                   | Sobczak (POL) W 15–9 | Kim (KOR) L 14–15    | Gick inte vidare     | Gick inte vidare     | Gick inte vidare     |
| Tamir Bloom         | Herrarnas värja   | Schmitt (GER) L 12–15 | Gick inte vidare     | Gick inte vidare     | Gick inte vidare     | Gick inte vidare     | Gick inte vidare     |
| Keeth Smart         | Herrarnas sabel   | Tsel (KAZ) W 15–5     | Touya (FRA) L 8–15   | Gick inte vidare     | Gick inte vidare     | Gick inte vidare     | Gick inte vidare     |
| Akhnaten Spencer-El | Herrarnas sabel   | Zhao (CHN) L 10–15    | Gick inte vidare     | Gick inte vidare     | Gick inte vidare     | Gick inte vidare     | Gick inte vidare     |

Damer
| Fäktare                                        | Gren                  | 32-delsfinal           | Sextondelsfinal        | Åttondelsfinal           | Kvartsfinal          | Semifinal            | Final                |                  |
| Fäktare                                        | Gren                  | Motståndare Resultat   | Motståndare Resultat   | Motståndare Resultat     | Motståndare Resultat | Motståndare Resultat | Motståndare Resultat |                  |
| ---------------------------------------------- | --------------------- | ---------------------- | ---------------------- | ------------------------ | -------------------- | -------------------- | -------------------- | ---------------- |
| Ann Marsh                                      | Damernas florett      | El-Gammal (EGY) W 15–7 | Yusheva (RUS) W 15–9   | Lazăr-Szabo (ROU) L 7–15 | Gick inte vidare     | Gick inte vidare     | Gick inte vidare     |                  |
| Arlene Stevens                                 | Damernas värja        | Gamir (ALG) W 5–2      | Mincza (HUN) L 8–11    | Gick inte vidare         | Gick inte vidare     | Gick inte vidare     | Gick inte vidare     |                  |
| Felicia Zimmermann                             | Damernas florett      | Bye                    | König (GER) L 8–15     | Gick inte vidare         | Gick inte vidare     | Gick inte vidare     | Gick inte vidare     |                  |
| Iris Zimmermann                                | Damernas florett      | Bye                    | Sharkova (RUS) W 15–13 | Trillini (ITA) L 2–15    | Gick inte vidare     | Gick inte vidare     | Gick inte vidare     |                  |
| Ann Marsh, Felicia Zimmermann, Iris Zimmermann | Damernas florett, lag | N/A                    | N/A                    | Bye                      | Ungern W 45–41       | Italien L 38–45      | Gick inte vidare     | Gick inte vidare |

## Gymnastik
Herrar
| Idrottare           | Gren                            | Redskap    | Redskap   | Redskap | Redskap | Redskap | Redskap | Kval   | Kval      | Final            | Final            |
| Idrottare           | Gren                            | Fristående | Bygelhäst | Ringar  | Hopp    | Barr    | Räck    | Totalt | Placering | Totalt           | Placering        |
| ------------------- | ------------------------------- | ---------- | --------- | ------- | ------- | ------- | ------- | ------ | --------- | ---------------- | ---------------- |
| Morgan Hamm         | Herrarnas individuella mångkamp | 9.612      | 9.400     | 9.425   | 9.350   | 9.475   | DNS     | 47.262 | 57        | Gick inte vidare | Gick inte vidare |
| Morgan Hamm         | Herrarnas fristående            | 9.612      | N/A       | N/A     | N/A     | N/A     | N/A     | 9.612  | 7 Q       | 9.262            | 7                |
| Morgan Hamm         | Herrarnas bygelhäst             | N/A        | 9.400     | N/A     | N/A     | N/A     | N/A     | 9.400  | 52        | Gick inte vidare | Gick inte vidare |
| Morgan Hamm         | Herrarnas ringar                | N/A        | N/A       | 9.425   | N/A     | N/A     | N/A     | 9.425  | 47        | Gick inte vidare | Gick inte vidare |
| Morgan Hamm         | Herrarnas hopp                  | N/A        | N/A       | N/A     | 9.350   | N/A     | N/A     | 9.350  | 39        | Gick inte vidare | Gick inte vidare |
| Morgan Hamm         | Herrarnas barr                  | N/A        | N/A       | N/A     | N/A     | 9.475   | N/A     | 9.475  | 34        | Gick inte vidare | Gick inte vidare |
| Morgan Hamm         | Herrarnas räck                  | N/A        | N/A       | N/A     | N/A     | N/A     | DNS     | DNS    | DNS       | Gick inte vidare | Gick inte vidare |
| Paul Hamm           | Herrarnas individuella mångkamp | 9.475      | 9.562     | 9.512   | 9.700   | 9.575   | 9.612   | 57.436 | 6 Q       | 57.049           | 14               |
| Paul Hamm           | Herrarnas fristående            | 9.475      | N/A       | N/A     | N/A     | N/A     | N/A     | 9.475  | 16        | Gick inte vidare | Gick inte vidare |
| Paul Hamm           | Herrarnas bygelhäst             | N/A        | 9.562     | N/A     | N/A     | N/A     | N/A     | 9.562  | 37        | Gick inte vidare | Gick inte vidare |
| Paul Hamm           | Herrarnas ringar                | N/A        | N/A       | 9.512   | N/A     | N/A     | N/A     | 9.512  | 33        | Gick inte vidare | Gick inte vidare |
| Paul Hamm           | Herrarnas hopp                  | N/A        | N/A       | N/A     | 9.700   | N/A     | N/A     | 9.700  | 9         | Gick inte vidare | Gick inte vidare |
| Paul Hamm           | Herrarnas barr                  | N/A        | N/A       | N/A     | N/A     | 9.575   | N/A     | 9.575  | 21        | Gick inte vidare | Gick inte vidare |
| Paul Hamm           | Herrarnas räck                  | N/A        | N/A       | N/A     | N/A     | N/A     | 9.612   | 9.612  | 32        | Gick inte vidare | Gick inte vidare |
| Stephen McCain      | Herrarnas individuella mångkamp | 9.225      | 8.850     | 9.462   | 8.987   | 9.500   | 9.662   | 55.686 | 36        | Gick inte vidare | Gick inte vidare |
| Stephen McCain      | Herrarnas fristående            | 9.225      | N/A       | N/A     | N/A     | N/A     | N/A     | 9.225  | 39        | Gick inte vidare | Gick inte vidare |
| Stephen McCain      | Herrarnas bygelhäst             | N/A        | 8.850     | N/A     | N/A     | N/A     | N/A     | 8.850  | 69        | Gick inte vidare | Gick inte vidare |
| Stephen McCain      | Herrarnas ringar                | N/A        | N/A       | 9.462   | N/A     | N/A     | N/A     | 9.462  | 39        | Gick inte vidare | Gick inte vidare |
| Stephen McCain      | Herrarnas hopp                  | N/A        | N/A       | N/A     | 8.987   | N/A     | N/A     | 8.987  | 72        | Gick inte vidare | Gick inte vidare |
| Stephen McCain      | Herrarnas barr                  | N/A        | N/A       | N/A     | N/A     | 9.500   | N/A     | 9.500  | 31        | Gick inte vidare | Gick inte vidare |
| Stephen McCain      | Herrarnas räck                  | N/A        | N/A       | N/A     | N/A     | N/A     | 9.662   | 9.662  | 23        | Gick inte vidare | Gick inte vidare |
| John Roethlisberger | Herrarnas individuella mångkamp | DNS        | 9.600     | 9.625   | DNS     | DNS     | 9.187   | 28.412 | 88        | Gick inte vidare | Gick inte vidare |
| John Roethlisberger | Herrarnas fristående            | DNS        | N/A       | N/A     | N/A     | N/A     | N/A     | DNS    | DNS       | Gick inte vidare | Gick inte vidare |
| John Roethlisberger | Herrarnas bygelhäst             | N/A        | 9.600     | N/A     | N/A     | N/A     | N/A     | 9.600  | 32        | Gick inte vidare | Gick inte vidare |
| John Roethlisberger | Herrarnas ringar                | N/A        | N/A       | 9.625   | N/A     | N/A     | N/A     | 9.625  | 11        | Gick inte vidare | Gick inte vidare |
| John Roethlisberger | Herrarnas hopp                  | N/A        | N/A       | N/A     | DNS     | N/A     | N/A     | DNS    | DNS       | Gick inte vidare | Gick inte vidare |
| John Roethlisberger | Herrarnas barr                  | N/A        | N/A       | N/A     | N/A     | DNS     | N/A     | DNS    | DNS       | Gick inte vidare | Gick inte vidare |
| John Roethlisberger | Herrarnas räck                  | N/A        | N/A       | N/A     | N/A     | N/A     | 9.187   | 9.187  | 63        | Gick inte vidare | Gick inte vidare |
| Sean Townsend       | Herrarnas individuella mångkamp | 9.350      | DNS       | DNS     | 9.650   | 9.625   | 9.712   | 38.337 | 65        | Gick inte vidare | Gick inte vidare |
| Sean Townsend       | Herrarnas fristående            | 9.350      | N/A       | N/A     | N/A     | N/A     | N/A     | 9.350  | 27        | Gick inte vidare | Gick inte vidare |
| Sean Townsend       | Herrarnas bygelhäst             | N/A        | DNS       | N/A     | N/A     | N/A     | N/A     | DNS    | DNS       | Gick inte vidare | Gick inte vidare |
| Sean Townsend       | Herrarnas ringar                | N/A        | N/A       | DNS     | N/A     | N/A     | N/A     | DNS    | DNS       | Gick inte vidare | Gick inte vidare |
| Sean Townsend       | Herrarnas hopp                  | N/A        | N/A       | N/A     | 9.650   | N/A     | N/A     | 9.650  | 17        | Gick inte vidare | Gick inte vidare |
| Sean Townsend       | Herrarnas barr                  | N/A        | N/A       | N/A     | N/A     | 9.625   | N/A     | 9.625  | 13        | Gick inte vidare | Gick inte vidare |
| Sean Townsend       | Herrarnas räck                  | N/A        | N/A       | N/A     | N/A     | N/A     | 9.712   | 9.712  | 12        | Gick inte vidare | Gick inte vidare |
| Blaine Wilson       | Herrarnas individuella mångkamp | 9.025      | 9.462     | 9.612   | 9.800   | 9.312   | 9.650   | 56.861 | 14 Q      | 57.936           | 6                |
| Blaine Wilson       | Herrarnas fristående            | 9.025      | N/A       | N/A     | N/A     | N/A     | N/A     | 9.025  | 50        | Gick inte vidare | Gick inte vidare |
| Blaine Wilson       | Herrarnas bygelhäst             | N/A        | 9.462     | N/A     | N/A     | N/A     | N/A     | 9.462  | 49        | Gick inte vidare | Gick inte vidare |
| Blaine Wilson       | Herrarnas ringar                | N/A        | N/A       | 9.612   | N/A     | N/A     | N/A     | 9.612  | 13        | Gick inte vidare | Gick inte vidare |
| Blaine Wilson       | Herrarnas hopp                  | N/A        | N/A       | N/A     | 9.800   | N/A     | N/A     | 9.800  | 1 Q       | 9.362            | 6                |
| Blaine Wilson       | Herrarnas barr                  | N/A        | N/A       | N/A     | N/A     | 9.312   | N/A     | 9.312  | 45        | Gick inte vidare | Gick inte vidare |
| Blaine Wilson       | Herrarnas räck                  | N/A        | N/A       | N/A     | N/A     | N/A     | 9.650   | 9.650  | 25        | Gick inte vidare | Gick inte vidare |

Damer
| Idrottare                                                                                | Gren                           | Redskap    | Redskap | Redskap | Redskap | Kval    | Kval      | Final            | Final            |
| Idrottare                                                                                | Gren                           | Fristående | Hopp    | Barr    | Bom     | Totalt  | Placering | Totalt           | Placering        |
| ---------------------------------------------------------------------------------------- | ------------------------------ | ---------- | ------- | ------- | ------- | ------- | --------- | ---------------- | ---------------- |
| Amy Chow                                                                                 | Damernas individuella mångkamp | 9.525      | 9.468   | 9.400   | 9.625   | 38.018  | 14 Q      | 37.592           | 14               |
| Amy Chow                                                                                 | Damernas fristående            | 9.525      | N/A     | N/A     | N/A     | 9.525   | 22        | Gick inte vidare | Gick inte vidare |
| Amy Chow                                                                                 | Damernas hopp                  | N/A        | 9.468   | N/A     | N/A     | 9.468   | 15        | Gick inte vidare | Gick inte vidare |
| Amy Chow                                                                                 | Damernas barr                  | N/A        | N/A     | 9.400   | N/A     | 9.400   | 49        | Gick inte vidare | Gick inte vidare |
| Amy Chow                                                                                 | Damernas bom                   | N/A        | N/A     | N/A     | 9.625   | 9.625   | 16        | Gick inte vidare | Gick inte vidare |
| Jamie Dantzscher                                                                         | Damernas individuella mångkamp | 8.987      | 9.325   | DNS     | DNS     | 18.312  | 89        | Gick inte vidare | Gick inte vidare |
| Jamie Dantzscher                                                                         | Damernas fristående            | 8.987      | N/A     | N/A     | N/A     | 8.987   | 59        | Gick inte vidare | Gick inte vidare |
| Jamie Dantzscher                                                                         | Damernas hopp                  | N/A        | 9.325   | N/A     | N/A     | 9.325   | 30        | Gick inte vidare | Gick inte vidare |
| Jamie Dantzscher                                                                         | Damernas barr                  | N/A        | N/A     | DNS     | N/A     | DNS     | DNS       | Gick inte vidare | Gick inte vidare |
| Jamie Dantzscher                                                                         | Damernas bom                   | N/A        | N/A     | N/A     | DNS     | DNS     | DNS       | Gick inte vidare | Gick inte vidare |
| Dominique Dawes                                                                          | Damernas individuella mångkamp | 9.087      | 9.393   | 9.675   | 8.600   | 36.755  | 41        | Gick inte vidare | Gick inte vidare |
| Dominique Dawes                                                                          | Damernas fristående            | 9.087      | N/A     | N/A     | N/A     | 9.087   | 52        | Gick inte vidare | Gick inte vidare |
| Dominique Dawes                                                                          | Damernas hopp                  | N/A        | 9.087   | N/A     | N/A     | 9.087   | 22        | Gick inte vidare | Gick inte vidare |
| Dominique Dawes                                                                          | Damernas barr                  | N/A        | N/A     | 9.675   | N/A     | 9.675   | 17        | Gick inte vidare | Gick inte vidare |
| Dominique Dawes                                                                          | Damernas bom                   | N/A        | N/A     | N/A     | 8.600   | 8.600   | 73        | Gick inte vidare | Gick inte vidare |
| Kristen Maloney                                                                          | Damernas individuella mångkamp | 9.525      | 9.225   | 9.575   | 9.312   | 37.637  | 20 Q      | 35.761           | 19               |
| Kristen Maloney                                                                          | Damernas fristående            | 9.525      | N/A     | N/A     | N/A     | 9.525   | 21        | Gick inte vidare | Gick inte vidare |
| Kristen Maloney                                                                          | Damernas hopp                  | N/A        | 9.225   | N/A     | N/A     | 9.225   | 43        | Gick inte vidare | Gick inte vidare |
| Kristen Maloney                                                                          | Damernas barr                  | N/A        | N/A     | 9.575   | N/A     | 9.575   | 32        | Gick inte vidare | Gick inte vidare |
| Kristen Maloney                                                                          | Damernas bom                   | N/A        | N/A     | N/A     | 9.312   | 9.312   | 45        | Gick inte vidare | Gick inte vidare |
| Elise Ray                                                                                | Damernas individuella mångkamp | 9.225      | 9.468   | 9.687   | 9.687   | 38.067  | 13 Q      | 37.661           | 13               |
| Elise Ray                                                                                | Damernas fristående            | 9.225      | N/A     | N/A     | N/A     | 9.225   | 45        | Gick inte vidare | Gick inte vidare |
| Elise Ray                                                                                | Damernas hopp                  | N/A        | 9.468   | N/A     | N/A     | 9.468   | 16        | Gick inte vidare | Gick inte vidare |
| Elise Ray                                                                                | Damernas barr                  | N/A        | N/A     | 9.687   | N/A     | 9.687   | 12        | Gick inte vidare | Gick inte vidare |
| Elise Ray                                                                                | Damernas bom                   | N/A        | N/A     | N/A     | 9.687   | 9.687   | 9 Q       | 9.387            | 8                |
| Tasha Schwikert                                                                          | Damernas individuella mångkamp | DNS        | DNS     | 9.625   | 9.327   | 18.862  | 85        | Gick inte vidare | Gick inte vidare |
| Tasha Schwikert                                                                          | Damernas fristående            | DNS        | N/A     | N/A     | N/A     | DNS     | DNS       | Gick inte vidare | Gick inte vidare |
| Tasha Schwikert                                                                          | Damernas hopp                  | N/A        | DNS     | N/A     | N/A     | DNS     | DNS       | Gick inte vidare | Gick inte vidare |
| Tasha Schwikert                                                                          | Damernas barr                  | N/A        | N/A     | 9.625   | N/A     | 9.625   | 28        | Gick inte vidare | Gick inte vidare |
| Tasha Schwikert                                                                          | Damernas bom                   | N/A        | N/A     | N/A     | 9.237   | 9.237   | 53        | Gick inte vidare | Gick inte vidare |
| Amy Chow, Jamie Dantzscher, Dominique Dawes, Kristen Maloney, Elise Ray, Tasha Schwikert | Damernas lagmångkamp           | 37.362     | 37.654  | 38.562  | 37.861  | 151.439 | 6 Q       | 152.933          | 3                |

### Trampolin
| Idrottare        | Gren               | Kval  | Kval      | Final            | Final            |
| Idrottare        | Gren               | Poäng | Placering | Poäng            | Placering        |
| ---------------- | ------------------ | ----- | --------- | ---------------- | ---------------- |
| Jennifer Parilla | Damernas trampolin | 60.70 | 9         | Gick inte vidare | Gick inte vidare |

## Judo
Herrar
| Brandan Greczkowski | Extra lättvikt (-60 kg)  | Taymans (BEL) W 1000–0000    | Nomura (JPN) L 0000–1001      | Gick inte vidare           | Gick inte vidare | Gick inte vidare | Jia (CHN) W 1000–0001                                  | Matuszek (SVK) W 1000–0000 | Smagulov (KGZ) L 0001–0200 | Gick inte vidare           |
| Alex Ottiano        | Halv lättvikt (-66 kg)   | Meridja (ALG) W              | Uematsu (ESP) L 0000–0020     | Gick inte vidare           | Gick inte vidare | Gick inte vidare | Gick inte vidare                                       | Gick inte vidare           | Gick inte vidare           | Gick inte vidare           |
| Jimmy Pedro         | Lättvikt (-73 kg)        | Choi (KOR) L 0001–0010       | Gick inte vidare              | Gick inte vidare           | Gick inte vidare | Gick inte vidare | Sadykov (KGZ)[a] W 1101–0001 Alquati (ARG) W 0202–0001 | Nakamura (JPN) W 0200–0010 | Almeida (POR) W 1000–0000  | Laryukov (BLR) L 0000–1000 |
| Jason Morris        | Halv mellanvikt (-81 kg) | Kelly (AUS) L 0000–0001      | Gick inte vidare              | Gick inte vidare           | Gick inte vidare | Gick inte vidare | Gick inte vidare                                       | Gick inte vidare           | Gick inte vidare           | Gick inte vidare           |
| Brian Olson         | Mellanvikt (-90 kg)      | Spittka (GER) W 0010–0001    | Huizinga (NED) L 0010–1001    | Gick inte vidare           | Gick inte vidare | Gick inte vidare | Despaigne (CUB) W 1001–0000                            | Croitoru (ROU) W 1000–0001 | Salimov (AZE) L            | Gick inte vidare           |
| Ato Hand            | Halv tungvikt (-100 kg)  | Sergeev (KGZ) W 1000–0100    | Birkfellner (AUT) W 1000–0000 | Traineau (FRA) L 0000–1001 | Gick inte vidare | Gick inte vidare | Bye                                                    | Stepkine (RUS) L 0000–0200 | Gick inte vidare           | Gick inte vidare           |
| Martin Boonzayer    | Tungvikt (+100 kg)       | Sánchez (CUB)[b] L 0000–1000 | Gick inte vidare              | Gick inte vidare           | Gick inte vidare | Gick inte vidare | Gick inte vidare                                       | Gick inte vidare           | Gick inte vidare           | Gick inte vidare           |

Damer
| Idrottare          | Gren                     | Inledande                   | Sextondelsfinal             | Åttondelsfinal                | Kvartsfinal          | Semifinal            | Final                         | Första återkvalet Omgång  | Återkval Kvartsfinal | Återkval Semifinal   | Brons- match         | Placering |
| Idrottare          | Gren                     | Motståndare Resultat        | Motståndare Resultat        | Motståndare Resultat          | Motståndare Resultat | Motståndare Resultat | Motståndare Resultat          | Motståndare Resultat      | Motståndare Resultat | Motståndare Resultat | Motståndare Resultat | Placering |
| ------------------ | ------------------------ | --------------------------- | --------------------------- | ----------------------------- | -------------------- | -------------------- | ----------------------------- | ------------------------- | -------------------- | -------------------- | -------------------- | --------- |
| Lauren Meece       | Extra lättvikt (-48 kg)  | Lusnikova (UKR) L 0000–0001 | Gick inte vidare            | Gick inte vidare              | Gick inte vidare     | Gick inte vidare     | Gick inte vidare              | Gick inte vidare          | Gick inte vidare     | Gick inte vidare     |                      |           |
| Hilary Wolf        | Halv lättvikt (-52 kg)   | Kye (PRK) L 0001–1120       | Gick inte vidare            | Gick inte vidare              | Gick inte vidare     | Gick inte vidare     | Gravenstijn (NED) L 0011–0100 | Gick inte vidare          | Gick inte vidare     | Gick inte vidare     |                      |           |
| Ellen Wilson       | Lättvikt (-57 kg)        | Bye                         | Fernández (ESP) L 0001–0013 | Gick inte vidare              | Gick inte vidare     | Gick inte vidare     | Erdenet-Od (MGL) L 0001–1000  | Gick inte vidare          | Gick inte vidare     | Gick inte vidare     |                      |           |
| Celita Schutz      | Halv mellanvikt (-63 kg) | Csizmadia (HUN) W 1000–0000 | Teshima (JPN) W 0120–0102   | Vandenhende (FRA) L 0000–1011 | Gick inte vidare     | Gick inte vidare     | Bye                           | Jung (KOR) L 0011–0010    | Gick inte vidare     | Gick inte vidare     | Gick inte vidare     |           |
| Sandra Bacher      | Mellanvikt (-70 kg)      | Bye                         | Arlove (AUS) W 1020–0010    | Veranes (CUB) L 0000–0011     | Gick inte vidare     | Gick inte vidare     | Bye                           | Wansart (GER) L 0000–0110 | Gick inte vidare     | Gick inte vidare     |                      |           |
| Amy Tong           | Halv tungvikt (-78 kg)   | Bye                         | Luna (CUB) L 0000–0001      | Gick inte vidare              | Gick inte vidare     | Gick inte vidare     | Ribble (CAN) W                | Richter (ROU) L 0000–1000 | Gick inte vidare     | Gick inte vidare     |                      |           |
| Colleen Rosensteel | Tungvikt (+78 kg)        | Chalá (ECU) W               | Maksymow (POL) W 0010–0001  | Yamashita (JPN) L 0000–0202   | Gick inte vidare     | Gick inte vidare     | Bye                           | Rodina (RUS) L 0000–1112  | Gick inte vidare     | Gick inte vidare     |                      |           |

## Kanotsport
Sprint
| Kanotist                                                | Gren                 | Heat     | Heat      | Semifinal        | Semifinal        | Final            | Final            |
| Kanotist                                                | Gren                 | Tid      | Placering | Tid              | Placering        | Tid              | Placering        |
| ------------------------------------------------------- | -------------------- | -------- | --------- | ---------------- | ---------------- | ---------------- | ---------------- |
| Jordan Malloch                                          | Herrarnas C-1 500 m  | 1:58,938 | 17        | Gick inte vidare | Gick inte vidare | Gick inte vidare | Gick inte vidare |
| Jordan Malloch                                          | Herrarnas C-1 1000 m | 4:05,440 | 16        | Gick inte vidare | Gick inte vidare | Gick inte vidare | Gick inte vidare |
| Stein Jorgensen                                         | Herrarnas K-1 500 m  | 1:44,185 | 23 Q      | 1:44,182         | 23               | Gick inte vidare | Gick inte vidare |
| Peter Newton, Angel Pérez                               | Herrarnas K-2 500 m  | 1:33,646 | 14 Q      | 1:31,082         | 3 Q              | 1:52,617         | 6                |
| Philippe Boccara, Cliff Meidl                           | Herrarnas K-2 1000 m | 3:26,439 | 18        | Gick inte vidare | Gick inte vidare | Gick inte vidare | Gick inte vidare |
| Stein Jorgensen, John Mooney, Peter Newton, Angel Pérez | Herrarnas K-4 1000 m | 3:01,369 | 7 Q       | Bye              | Bye              | 2:59,472         | 6                |
| Kathryn Colin                                           | Damernas K-1 500 m   | 1:55,373 | 11 Q      | 1:57,000         | 6                | Gick inte vidare | Gick inte vidare |
| Kathryn Colin, Tamara Jenkins                           | Damernas K-2 500 m   | 1:47,735 | 11 Q      | 1:48,300         | 6                | Gick inte vidare | Gick inte vidare |

Slalom
| Kanotist                  | Gren                 | Kval   | Kval      | Kval   | Kval      | Kval   | Kval      | Final            | Final            | Final            | Final            | Final            | Final            |
| Kanotist                  | Gren                 | Åk 1   | Placering | Åk 2   | Placering | Totalt | Placering | Åk 1             | Placering        | Åk 2             | Placering        | Totalt           | Placering        |
| ------------------------- | -------------------- | ------ | --------- | ------ | --------- | ------ | --------- | ---------------- | ---------------- | ---------------- | ---------------- | ---------------- | ---------------- |
| David Hearn               | Herrarnas K-1 slalom | 135,53 | 9         | 145,36 | 13        | 280,89 | 12 Q      | 127,12           | 12               | 131,45           | 12               | 258,57           | 12               |
| Scott Shipley             | Herrarnas C-1 slalom | 126,80 | 9         | 126,02 | 3         | 254,82 | 5 Q       | 112,99           | 6                | 113,68           | 9                | 226,67           | 5                |
| Lecky Haller, Matt Taylor | Herrarnas C-2 slalom | 148,93 | 12        | 155,39 | 11        | 353,82 | 12        | Gick inte vidare | Gick inte vidare | Gick inte vidare | Gick inte vidare | Gick inte vidare | Gick inte vidare |
| Rebecca Giddens           | Damernas K-1 slalom  | 148,48 | 5         | 148,13 | 9         | 296,61 | 6 Q       | 129,26           | 7                | 129,43           | 7                | 258,69           | 7                |

## Modern femkamp
| Gren   | Femkampare             | Skytte   | Skytte  | Fäktning | Fäktning | Simning | Simning | Ridning | Ridning | Löpning  | Löpning | Totalpoäng | Placering |
| Gren   | Femkampare             | Resultat | Poäng   | W/L      | Poäng    | Tid     | Poäng   | Tid     | Poäng   | Tid      | Poäng   | Totalpoäng | Placering |
| ------ | ---------------------- | -------- | ------- | -------- | -------- | ------- | ------- | ------- | ------- | -------- | ------- | ---------- | --------- |
| Damer  | Emily deRiel           | 185      | 1156 OR | W11 L12  | 800      | 2:21,88 | 1182    | 61.89   | 1070    | 10:54,56 | 1102    | 5310       | 2         |
| Damer  | Mary Beth Iagorashvili | 169      | 964     | W15 L8   | 960      | 2:19,51 | 1205    | 62.29   | 1040    | 11:30,29 | 960     | 5129       | 4         |
| Herrar | Velizar Iliev          | 183      | 1132    | W13 L10  | 880      | 2:07,33 | 1217    | 61.96   | 1070    | 10:23,18 | 908     | 5207       | 9         |
| Herrar | Chad Senior            | 177      | 1060    | W15 L8   | 960      | 2:02,20 | 1278    | 75.01   | 890     | 9:43,45  | 1068    | 5256       | 6         |

## Ridsport

### Dressyr
| Idrottare                                                     | Häst                              | Gren                 | Grand Prix | Grand Prix | Grand Prix Special | Grand Prix Special | Grand Prix Special | Grand Prix Fristil | Grand Prix Fristil | Totalt           | Totalt    |
| Idrottare                                                     | Häst                              | Gren                 | Poäng      | Placering  | Poäng              | Totalt             | Placering          | Poäng              | Placering          | Poäng            | Placering |
| ------------------------------------------------------------- | --------------------------------- | -------------------- | ---------- | ---------- | ------------------ | ------------------ | ------------------ | ------------------ | ------------------ | ---------------- | --------- |
| Susan Blinks                                                  | Flim Flam                         | Individuell dressyr  | 69,00      | 12 Q       | 71,20              | 140,20             | 12 Q               | 74,45              | 6                  | 214,65           | 8         |
| Robert Dover                                                  | Ranier                            | Individuell dressyr  | 67,12      | 17 Q       | 63,90              | 131,02             | 23                 | Gick inte vidare   | Gick inte vidare   | Gick inte vidare | 23        |
| Guenter Seidel                                                | Foltaire                          | Individuell dressyr  | 67,80      | 15 Q-T     | Gick inte vidare   | Gick inte vidare   | Gick inte vidare   | Gick inte vidare   | Gick inte vidare   | Gick inte vidare | 26        |
| Christine Traurig                                             | Etienne                           | Individuell dressyr  | 69,84      | 10 Q       | 70,93              | 140,77             | 10 Q               | 67,57              | 15                 | 208,34           | 11        |
| Susan Blinks, Robert Dover, Guenter Seidel, Christine Traurig | Flim Flam Ranier Foltaire Etienne | Lagtävling i dressyr | 5166       | 3          | N/A                | N/A                | N/A                | N/A                | N/A                | 5166             | 3         |

### Fälttävlan
| Ryttare                                                   | Häst                                          | Gren                    | Dressyr | Dressyr   | Terräng | Terräng   | Hoppning | Hoppning  | Totalt | Totalt    |
| Ryttare                                                   | Häst                                          | Gren                    | Straff  | Placering | Straff  | Placering | Straff   | Placering | Straff | Placering |
| --------------------------------------------------------- | --------------------------------------------- | ----------------------- | ------- | --------- | ------- | --------- | -------- | --------- | ------ | --------- |
| Julie Black                                               | Hyde Park Corn                                | Individuell fälttävlan  | 52,8    | =22       | 0,8     | 12        | -        | =1        | 53,6   | 9         |
| Robert Costello                                           | Chevalier                                     | Individuell fälttävlan  | 42,4    | 9         | -       | =1        | 10,0     | =13       | 52,4   | 8         |
| David O'Connor                                            | Custom Made                                   | Individuell fälttävlan  | 29,0    | 9         | -       | =1        | 5,0      | =7        | 34,0   | 1         |
| Nina Fout, David O'Connor, Karen O'Connor, Linden Wiesman | 3 Magic Beans Giltedge Prince Panache Anderoo | Lagtävling i fälttävlan | 125,4   | 3         | 25,2    | 4         | 15,0     | =1        | 175,8  | 3         |

### Hoppning
| Ryttare                                                        | Häst                                     | Gren                  | Kval     | Kval      | Kval     | Kval     | Kval      | Kval     | Kval     | Kval      | Final            | Final            | Final            | Final            | Final            | Totalt           | Totalt |
| Ryttare                                                        | Häst                                     | Gren                  | Omgång 1 | Omgång 1  | Omgång 2 | Omgång 2 | Omgång 2  | Omgång 3 | Omgång 3 | Omgång 3  | Omgång A         | Omgång A         | Omgång B         | Omgång B         | Omgång B         | Totalt           | Totalt |
| Ryttare                                                        | Häst                                     | Gren                  | Straff   | Placering | Straff   | Totalt   | Placering | Straff   | Totalt   | Placering | Straff           | Placering        | Straff           | Placering        | Straff           | Placering        |        |
| -------------------------------------------------------------- | ---------------------------------------- | --------------------- | -------- | --------- | -------- | -------- | --------- | -------- | -------- | --------- | ---------------- | ---------------- | ---------------- | ---------------- | ---------------- | ---------------- | ------ |
| Nona Garson                                                    | Rhythmical                               | Individuell hoppning  | 79,75    | 72        | 16,00    | 95,75    | 72        | 20,00    | 115,75   | 72        | Gick inte vidare | Gick inte vidare | Gick inte vidare | Gick inte vidare | Gick inte vidare | Gick inte vidare |        |
| Margie Goldstein-Engle                                         | H.C. Perin                               | Individuell hoppning  | 16,00    | =49       | 0,00     | 16,00    | =23       | 8,00     | 24,00    | 25 Q      | 4,00             | =5 Q             | 8,00             | =13              | 12,00            | =10              |        |
| Lauren Hough                                                   | Clasiko                                  | Individuell hoppning  | 12,50    | =37       | 8,00     | 20,50    | =37       | 8,00     | 28,50    | 32 Q      | 8,00             | =14 Q            | 8,00             | =13              | 16,00            | =15              |        |
| Laura Kraut                                                    | Liberty                                  | Individuell hoppning  | 8,00     | =21       | 4,00     | 12,00    | 12        | 8,00     | 20,00    | =18 Q     | 12,00            | =20 Q            | DNF              | DNF              | Gick inte vidare | Gick inte vidare |        |
| Nona Garson, Margie Goldstein-Engle, Lauren Hough, Laura Kraut | Rhythmical, H.C. Perin, Clasiko, Liberty | Lagtävling i hoppning | 12,00    | =4 Q      | 24,00    | 36,00    | 12        | N/A      | N/A      | N/A       | N/A              | N/A              | N/A              | N/A              | 36,00            | 12               |        |

## Rodd
Herrar
| Idrottare | Gren                        | Heat    | Heat      | Återkval | Återkval  | Semifinal | Semifinal | Final            | Final            | Final |
| Idrottare | Gren                        | Tid     | Placering | Tid      | Placering | Tid       | Placering | Tid              | Placering        |       |
| --- | --------------------------- | ------- | --------- | -------- | --------- | --------- | --------- | ---------------- | ---------------- | ----- |
| Don Smith | Singelsculler               | 7:10,34 | 3         | 7:11,83  | 1 Q       | 7:10,69   | 6         | Gick inte vidare | Gick inte vidare |       |
| Sebastian Bea, Edward Murphy | Tvåa utan styrman           | 6:44,86 | 3 Q       | Bye      | Bye       | 6:35,42   | 3 Q       | 6:33,80          | 2                |       |
| Mike Ferry, Henry Nuzum | Dubbelsculler               | 6:37,81 | 3         | 6:34,56  | 2 Q       | 6:28,49   | 4         | Gick inte vidare | Gick inte vidare |       |
| Conal Groom, Steve Tucker | Lättvikts-dubbelsculler     | 6:42,08 | 4         | 6:39,72  | 2 Q       | 6:32,86   | 5         | Gick inte vidare | Gick inte vidare |       |
| Tom Auth, Greg Ruckman, Marc Schneider, Paul Teti                                                                                           | Lättvikts-fyra utan styrman | 6:07,36 | 2 Q       | Bye      | Bye       | 6:05,80   | 3 Q       | 6:02,34          | 5                |       |
| Sean Hall, Ian McGowan, Nick Peterson, Jake Wetzel                                                                                          | Scullerfyra                 | 5:50,29 | 3 Q       | Bye      | Bye       | 5:49,89   | 4         | Gick inte vidare | Gick inte vidare |       |
| James Koven, Eric Mueller, Wolf Moser, Michael Wherley                                                                                      | Fyra utan styrman           | 6:07,36 | 2 Q       | Bye      | Bye       | 6:05,80   | 3 Q       | 6:02,34          | 5                |       |
| Chris Ahrens, Peter Cipollone, Peter Collins, Robert Kaehler, Jeffrey Klepacki, Garrett Miller, David Simon, Bryan Volpenhein, Thomas Welsh | Åtta med styrman            | 5:35,70 | 3         | 5:43,22  | 2 Q       | N/A       | N/A       | 5:39,16          | 5                |       |

Damer
| Idrottare | Gren                    | Heat    | Heat      | Återkval | Återkval  | Semifinal | Semifinal | Final            | Final            | Final |
| Idrottare | Gren                    | Tid     | Placering | Tid      | Placering | Tid       | Placering | Tid              | Placering        |       |
| --- | ----------------------- | ------- | --------- | -------- | --------- | --------- | --------- | ---------------- | ---------------- | ----- |
| Monica Tranel-Michini | Singelsculler           | 7:52,05 | 2         | 7:54,40  | 2 Q       | 7:52,92   | 6         | Gick inte vidare | Gick inte vidare |       |
| Christine Collins, Sarah Garner                                                                                          | Lättvikts-dubbelsculler | 7:09,99 | 1 Q       | Bye      | Bye       | 7:04,86   | 1 Q       | 7:06,37          | 3                |       |
| Ruth Davidon, Carol Skricki                                                                                              | Dubbelsculler           | 7:15,48 | 3         | 7:08,99  | 2 Q       | N/A       | N/A       | 7:02,61          | 4                |       |
| Karen Kraft, Missy Schwen-Ryan                                                                                           | Tvåa utan styrman       | 7:18,74 | 3         | 7:19,79  | 1 Q       | N/A       | N/A       | 7:13,00          | 3                |       |
| Jennifer Dore, Hilary Gehman, Laurel Korholz, Kelly Salchow                                                              | Scullerfyra             | 6:42,12 | 3         | 6:34,63  | 2 Q       | N/A       | N/A       | 6:30,26          | 5                |       |
| Torrey Folk, Amy Fuller, Sarah Jones, Katie Maloney, Amy Martin, Elizabeth McCagg, Linda Miller, Lianne Nelson, Raj Shah | Åtta med styrman        | 6:17,37 | 3         | 6:17,36  | 1 Q       | N/A       | N/A       | 6:16,87          | 6                |       |

## Segling
Herrar
| Seglare                          | Gren      | Lopp | Lopp | Lopp | Lopp | Lopp     | Lopp | Lopp | Lopp | Lopp | Lopp     | Lopp | Lopp | Lopp | Lopp | Lopp | Lopp | Summerad poäng | Finalplacering |
| Seglare                          | Gren      | 1    | 2    | 3    | 4    | 5        | 6    | 7    | 8    | 9    | 10       | 11   | 12   | 13   | 14   | 15   | 16   | Summerad poäng | Finalplacering |
| -------------------------------- | --------- | ---- | ---- | ---- | ---- | -------- | ---- | ---- | ---- | ---- | -------- | ---- | ---- | ---- | ---- | ---- | ---- | -------------- | -------------- |
| Mike Gebhardt                    | Mistral   | 2    | (22) | 10   | 16   | 11       | 9    | 10   | 7    | 11   | 16       | (17) | N/A  | N/A  | N/A  | N/A  | N/A  | 92             | 11             |
| John Myrdal                      | Laser     | 4    | 20   | (39) | 21   | (44) OCS | 2    | 2    | 1    | 2    | 17       | 31   | N/A  | N/A  | N/A  | N/A  | N/A  | 100            | 12             |
| Russ Silvestri                   | Finnjolle | 3    | (18) | 6    | 11   | 2        | 16   | (18) | 4    | 3    | 16       | 3    | N/A  | N/A  | N/A  | N/A  | N/A  | 64             | 6              |
| Paul Foerster, Robert Merrick    | 470       | 8    | 9    | 4    | 11   | 1        | 1    | 6    | (12) | (13) | 1        | 1    | N/A  | N/A  | N/A  | N/A  | N/A  | 42             | 2              |
| Magnus Liljedahl, Mark Reynolds  | Starbåt   | (14) | 3    | (10) | 5    | 6        | 10   | 1    | 2    | 4    | 1        | 2    | N/A  | N/A  | N/A  | N/A  | N/A  | 34             | 1              |
| John C. Lovell, Charlie Ogletree | Tornado   | 8    | 6    | 5    | 8    | 2        | 10   | (11) | 11   | 3    | (17) DSQ | 4    | N/A  | N/A  | N/A  | N/A  | N/A  | 57             | 7              |
| Charles McKee, Jonathan McKee    | 49er      | 6    | 3    | 5    | 1    | 5        | (14) | (13) | 1    | 3    | 3        | 1    | 11   | 7    | 6    | 11   | 1    | 64             | 3              |

M = Medaljlopp; EL = Eliminerad – gick inte vidare till medaljloppet;
Damer
| Seglare                   | Gren        | Lopp     | Lopp | Lopp | Lopp | Lopp | Lopp | Lopp | Lopp | Lopp | Lopp | Lopp | Summerad poäng | Finalplacering |
| Seglare                   | Gren        | 1        | 2    | 3    | 4    | 5    | 6    | 7    | 8    | 9    | 10   | 11   | Summerad poäng | Finalplacering |
| ------------------------- | ----------- | -------- | ---- | ---- | ---- | ---- | ---- | ---- | ---- | ---- | ---- | ---- | -------------- | -------------- |
| Courtenay Becker-Dey      | Europajolle | (20)     | 18   | 5    | 8    | 14   | 19   | 15   | 6    | 13   | 6    | (22) | 104            | 16             |
| Lanee Butler              | Mistral     | (30) DSQ | 4    | (12) | 6    | 5    | 6    | 7    | 4    | 10   | 3    | 12   | 57             | 4              |
| Sarah Glaser, J. J. Isler | 470         | 6        | 1    | (15) | 3    | 4    | (15) | 9    | 10   | 5    | 3    | 6    | 47             | 2              |

M = Medaljlopp; EL = Eliminerad – gick inte vidare till medaljloppet;
Soling
| Seglare                                      | Omgång 1   | Omgång 1  | Kvartsfinal      | Kvartsfinal      | Semifinal            | Final                | Final            | Final |
| Seglare                                      | W–L Rekord | Placering | W–L Rekord       | Placering        | Motståndare Resultat | Motståndare Resultat | Placering        |       |
| -------------------------------------------- | ---------- | --------- | ---------------- | ---------------- | -------------------- | -------------------- | ---------------- | ----- |
| Craig Healy, Hartwell Jordan, Jeff Madrigali | 1–4        | 6         | Gick inte vidare | Gick inte vidare | Gick inte vidare     | Gick inte vidare     | Gick inte vidare |       |

## Simhopp
Herrar
| Idrottare                  | Gren                       | Kval   | Kval      | Semifinal | Semifinal | Semifinal | Final  | Final  | Final     |
| Idrottare                  | Gren                       | Poäng  | Placering | Poäng     | Totalt    | Placering | Poäng  | Totalt | Placering |
| -------------------------- | -------------------------- | ------ | --------- | --------- | --------- | --------- | ------ | ------ | --------- |
| Troy Dumais                | Herrarnas 3 m              | 407,64 | 7 Q       | 224,16    | 631,80    | 7 Q       | 418,56 | 642,72 | 6         |
| Mark Ruiz                  | Herrarnas 3 m              | 429,30 | 4 Q       | 227,97    | 657,27    | 4 Q       | 410,25 | 638,22 | 7         |
| Mark Ruiz                  | Herrarnas 10 m             | 432,36 | 10 Q      | 180,99    | 613,35    | 10 Q      | 444,93 | 625,92 | 6         |
| David Pichler              | Herrarnas 10 m             | 440,91 | 7 Q       | 187,89    | 628,80    | 7 Q       | 428,28 | 616,17 | 9         |
| Troy Dumais, David Pichler | Herrarnas 3 m parhoppning  | N/A    | N/A       | N/A       | N/A       | N/A       | 320,91 | 320,91 | 4         |
| David Pichler, Mark Ruiz   | Herrarnas 10 m parhoppning | N/A    | N/A       | N/A       | N/A       | N/A       | 321,69 | 321,69 | 7         |

Damer
| Idrottare                   | Gren                      | Kval   | Kval      | Semifinal | Semifinal | Semifinal | Final            | Final            | Final            |
| Idrottare                   | Gren                      | Poäng  | Placering | Poäng     | Totalt    | Placering | Poäng            | Totalt           | Placering        |
| --------------------------- | ------------------------- | ------ | --------- | --------- | --------- | --------- | ---------------- | ---------------- | ---------------- |
| Michelle Davison            | Damernas 3 m              | 280,26 | 10 Q      | 219,48    | 499,74    | 11 Q      | 291,00           | 510,48           | 12               |
| Jenny Keim                  | Damernas 3 m              | 285,12 | 9 Q       | 225,90    | 511,02    | 8 Q       | 308,28           | 534,18           | 8                |
| Sara Reiling                | Damernas 10 m             | 282,84 | 16 Q      | 164,07    | 446,91    | 13        | Gick inte vidare | Gick inte vidare | Gick inte vidare |
| Laura Wilkinson             | Damernas 10 m             | 331,20 | 5 Q       | 173,04    | 504,24    | 5 Q       | 370,71           | 543,75           | 1                |
| Jenny Keim, Laura Wilkinson | Damernas 10 m parhoppning | N/A    | N/A       | N/A       | N/A       | N/A       | 291,42           | 291,42           | 5                |

## Softboll
Grundomgång
|             | Spelade | Vunna | Förlorade | RF | RA | Procent |
| ----------- | ------- | ----- | --------- | -- | -- | ------- |
| Japan       | 7       | 7     | 0         | 18 | 7  | 1,000   |
| Australien  | 7       | 6     | 1         | 22 | 5  | 0,857   |
| Kina        | 7       | 5     | 2         | 26 | 4  | 0,714   |
| USA         | 7       | 4     | 3         | 19 | 6  | 0,571   |
| Italien     | 7       | 2     | 5         | 3  | 27 | 0,286   |
| Nya Zeeland | 7       | 2     | 5         | 12 | 22 | 0,286   |
| Kuba        | 7       | 1     | 6         | 6  | 30 | 0,143   |
| Kanada      | 7       | 1     | 6         | 13 | 18 | 0,143   |

## Taekwondo
| Idrottare      | Gren             | Åttondelsfinaler     | Kvartsfinaler               | Semifinaer           | Återkval omg. 1      | Återkval omg. 2      | Final                | Final |
| Idrottare      | Gren             | Motståndare Resultat | Motståndare Resultat        | Motståndare Resultat | Motståndare Resultat | Motståndare Resultat | Motståndare Resultat |       |
| -------------- | ---------------- | -------------------- | --------------------------- | -------------------- | -------------------- | -------------------- | -------------------- | ----- |
| Steven López   | Herrarnas −68 kg | Nolano (ITA) W 7–0   | Massimino (AUS) W 1–1 (SUP) | Acharki (GER) W 2–0  | Bye                  | Bye                  | Sin (KOR) · W 1–0 ·  |       |
| Juan Moreno    | Herrarnas −58 kg | Salim (HUN) L 0–2    | Gick inte vidare            | Gick inte vidare     | Gick inte vidare     | Gick inte vidare     | Gick inte vidare     |       |
| Barbara Kunkel | Damernas −67 kg  | Bye                  | Mueskens (NED) L 2–6        | Gick inte vidare     | Gick inte vidare     | Gick inte vidare     | Gick inte vidare     |       |
| Kay Poe        | Damernas −49 kg  | Poulsen (DEN) L 3–4  | Gick inte vidare            | Gick inte vidare     | Gick inte vidare     | Gick inte vidare     | Gick inte vidare     |       |

## Tennis
Herrar
| Spelare                    | Gren       | Omgång 1                     | Omgång 2                  | Åttondelsfinaler                        | Kvartsfinaler     | Semifinaler       | Final / BM        | Final / BM |
| Spelare                    | Gren       | Motståndare Poäng            | Motståndare Poäng         | Motståndare Poäng                       | Motståndare Poäng | Motståndare Poäng | Motståndare Poäng | Placering  |
| -------------------------- | ---------- | ---------------------------- | ------------------------- | --------------------------------------- | ----------------- | ----------------- | ----------------- | ---------- |
| Michael Chang              | Herrsingel | Lareau (CAN) L 6–7(6–8), 3–6 | Gick inte vidare          | Gick inte vidare                        | Gick inte vidare  | Gick inte vidare  | Gick inte vidare  | =33        |
| Todd Martin                | Herrsingel | Schüttler (GER) L 2–6, 0–6   | Gick inte vidare          | Gick inte vidare                        | Gick inte vidare  | Gick inte vidare  | Gick inte vidare  | =33        |
| Vince Spadea               | Herrsingel | Rafter (AUS) L 4–6, 3–6      | Gick inte vidare          | Gick inte vidare                        | Gick inte vidare  | Gick inte vidare  | Gick inte vidare  | =33        |
| Jeff Tarango               | Herrsingel | Camacho (BOL) W 6–0, 6–1     | Zabaleta (ARG) L 2–6, 3–6 | Gick inte vidare                        | Gick inte vidare  | Gick inte vidare  | Gick inte vidare  | =17        |
| Alex O'Brien, Jared Palmer | Herrdubbel | N/A                          | Bye                       | Knowles (BAH) Merklein (BAH) L 2–6, 4–6 | Gick inte vidare  | Gick inte vidare  | Gick inte vidare  | =9         |

Damer
| Spelare                         | Gren      | Omgång 1                 | Omgång 2                               | Åttondelsfinaler                                | Kvartsfinaler                                  | Semifinaler                              | Final / BM                             | Final / BM |
| Spelare                         | Gren      | Motståndare Poäng        | Motståndare Poäng                      | Motståndare Poäng                               | Motståndare Poäng                              | Motståndare Poäng                        | Motståndare Poäng                      | Placering  |
| ------------------------------- | --------- | ------------------------ | -------------------------------------- | ----------------------------------------------- | ---------------------------------------------- | ---------------------------------------- | -------------------------------------- | ---------- |
| Lindsay Davenport               | Damsingel | Suárez (ARG) W 6–2, 6–2  | de los Ríos (PAR) L (walkover)         | Gick inte vidare                                | Gick inte vidare                               | Gick inte vidare                         | Gick inte vidare                       | =17        |
| Monica Seles                    | Damsingel | Marosi (HUN) W 6–0, 6–1  | Oremans (NED) W 6–1, 6–1               | Dechy (FRA) W 6–2, 6–3                          | Van Roost (BEL) W 6–0, 6–2                     | V. Williams (USA) L 1–6, 6–4, 3–6        | Brons Dokić (AUS) W 6–1, 6–4           | 3          |
| Venus Williams                  | Damsingel | Nagyová (SVK) W 6–2, 6–2 | Tanasugarn (THA) W 6–2, 6–3            | Kandarr (GER) W 6–2, 6–2                        | Sánchez Vicario (ESP) W 3–6, 6–2, 6–4          | Seles (USA) W 6–1, 4–6, 6–3              | Dementieva (RUS) W 6–2, 6–4            | 1          |
| Serena Williams, Venus Williams | Damdubbel | N/A                      | Jeyaseelan (CAN) Webb (CAN) W 6–1, 6–3 | Lichovtseva (RUS) Myskina (RUS) W 4–6, 6–2, 6–3 | Halard-Decugis (FRA) Mauresmo (FRA) W 6–3, 6–2 | Callens (BEL) Van Roost (BEL) W 6–4, 6–1 | Boogert (NED) Oremans (NED) W 6–1, 6–1 | 1          |

## Triathlon
| Triathlet          | Gren                | Simning (1.5 km) | Trans 1 | Cykling (40 km) | Trans 2 | Löpning (10 km) | Total tid | Placering |
| ------------------ | ------------------- | ---------------- | ------- | --------------- | ------- | --------------- | --------- | --------- |
| Ryan Bolton        | Herrarnas triathlon | 18:01            | 0:31    | 58:46           | 0:20    | 33:15           | 1:50:53   | 25        |
| Hunter Kemper      | Herrarnas triathlon | 17:49            | 0:22    | 58:57           | 0:18    | 33:15           | 1:50:06   | 17        |
| Nick Radkewich     | Herrarnas triathlon | 18:21            | 0:23    | 58:29           | 0:25    | 33:15           | 1:53:45   | 40        |
| Jennifer Gutierrez | Damernas triathlon  | 19:18            | 0:27    | 1:05:11         | 0:30    | 38:13           | 2:03:38   | 13        |
| Sheila Taormina    | Damernas triathlon  | 18:36            | 0:26    | 1:05:59         | 0:25    | 37:19           | 2:02:46   | 6         |
| Joanna Zeiger      | Damernas triathlon  | 19:16            | 0:30    | 1:05:15         | 0:23    | 36:02           | 2:01:26   | 4         |